# Pintura do Rococó

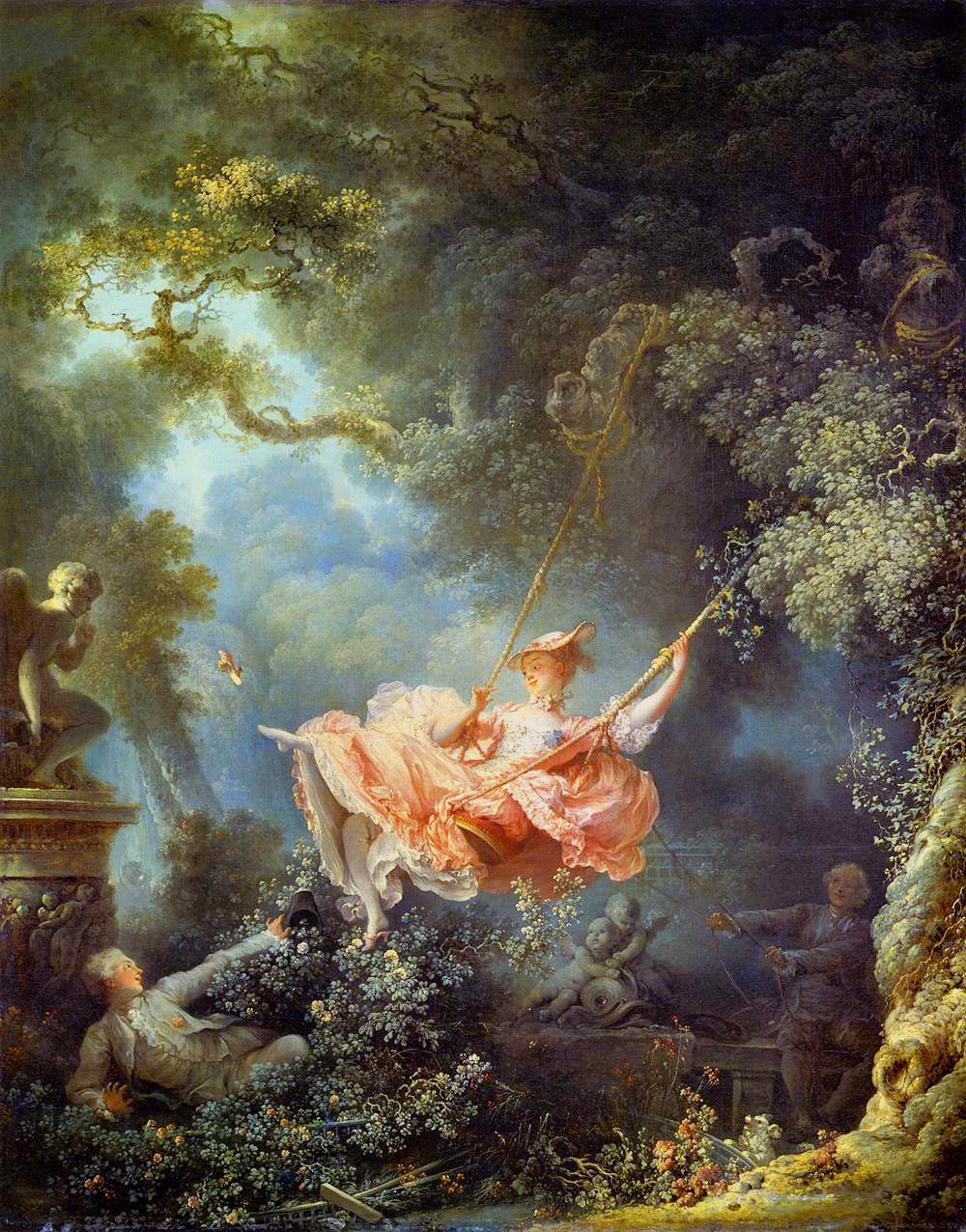
Jean-Honoré Fragonard: O balanço, 1766

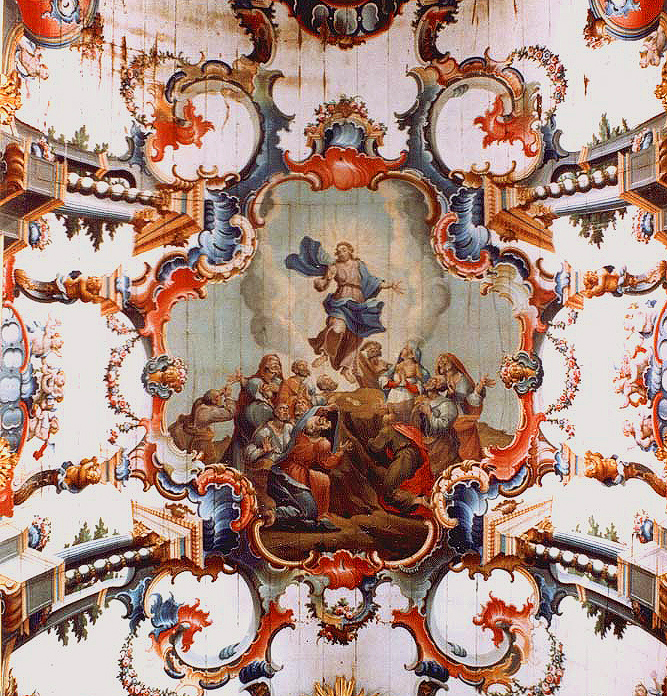
Mestre Ataíde: Ascensão de Jesus, 1827

A pintura do Rococó representa a expressão na pintura de um movimento estético que floresceu na Europa entre o início e o fim do século XVIII, migrando para a América e sobrevivendo em algumas regiões até meados do século XIX. A pintura deste movimento divide-se em dois campos nitidamente diferenciados. Um deles forma um documento visual intimista e despreocupado do modo de vida e da concepção de mundo das elites europeias do século XVIII, e o outro, adaptando elementos constituintes do estilo à decoração monumental de igrejas e palácios, serviu como meio de glorificação da fé e do poder civil.
O Rococó nasceu em Paris em torno da década de 1700, como uma reação da aristocracia francesa contra o Barroco suntuoso, palaciano e solene praticado no período de Luís XIV. Caracterizou-se acima de tudo por sua índole hedonista e aristocrática, manifesta em delicadeza, elegância, sensualidade e graça, e na preferência por temas leves e sentimentais, onde a linha curva, as cores claras e a assimetria tinham um papel fundamental na composição da obra. Da França, onde assumiu sua feição mais típica e onde mais tarde foi reconhecido como patrimônio nacional, o Rococó logo se difundiu pela Europa, mas alterando significativamente seus propósitos e mantendo do modelo francês apenas a forma externa, com importantes centros de cultivo na Alemanha, Inglaterra, Áustria e Itália, com alguma representação também em outros locais, como a Península Ibérica, os países eslavos e nórdicos, chegando até mesmo às Américas.
Apesar de seu valor como obra de arte autônoma, a pintura rococó era concebida muitas vezes como parte integrante de uma concepção global de decoração de interiores. Começou a ser criticada a partir de meados do século XVIII, com a ascensão dos ideais iluministas, neoclássicos e burgueses, sobrevivendo até a Revolução Francesa, quando então caiu em descrédito completo, acusada de superficial, frívola, imoral e puramente decorativa. A partir da década de 1830, voltou a ser reconhecida como testemunho importante de uma determinada fase da cultura européia e do estilo de vida de um estrato social específico, e como um bem valioso por seu mérito artístico único e próprio, onde se levantam questões sobre estética que floresceriam mais tarde e se tornariam centrais para a arte moderna.

## Origens e características do estilo

Maurice-Quentin de La Tour: Madame de Pompadour, 1755

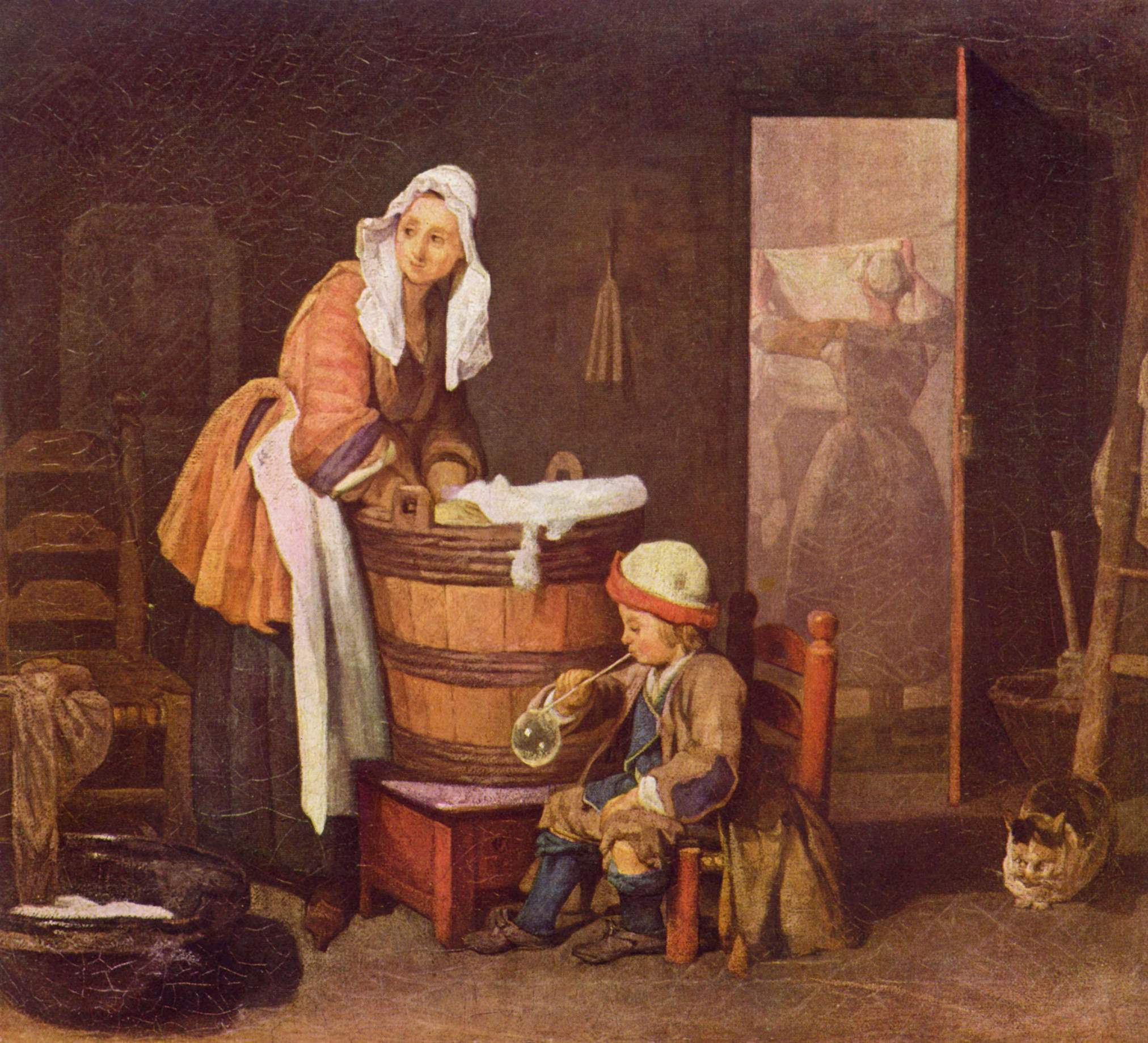
Jean-Baptiste Chardin: A lavadeira, 1735. Um exemplo da corrente coetânea mas oposta ao Rococó

O Rococó se desenvolveu a partir da crescente liberdade de pensamento que nascia na França do século XVIII. A morte de Luís XIV em 1715 abriu espaço para uma flexibilização da cultura francesa, até então fortemente cerimonial e dominada por representações que objetivavam acima de tudo a louvação do rei e de seu poder e se manifestavam de forma grandiloquente e pomposa. O desaparecimento da própria personificação do absolutismo propiciou à nobreza recuperar parte do poder e influência até então centrados na pessoa do monarca, e ocorre o esvaziamento da corte de Versalhes, deslocando-se muitos nobres para suas propriedades no interior, enquanto outros se moviam para palacetes em Paris, que se tornavam o centro da "cultura dos salões", reuniões sociais sofisticadas, brilhantes e hedonistas que aconteciam entre discussões literárias e artísticas. Esse fortalecimento da nobreza a tornou então a principal mecenas dos artistas do período.
Nesses salões se formou a estética do Rococó, a qual deslocava do centro de interesse a pintura histórica, que era o gênero anteriormente mais prestigiado e que invocava um sentido ético, cívico e heróico tipicamente masculino, colocando em seu lugar a pintura de cenas domésticas e campestres, ou de alegorias amenas inspiradas nos mitos clássicos, onde muitos identificam a prevalência do universo feminino. Nesse sentido, teve grande relevo o papel desempenhado pelas mulheres na sociedade desta fase, assumindo uma força na política em toda Europa e se revelando generosas patronas de arte e formadoras do gosto, o caso das amantes reais Madame de Pompadour e Madame du Barry, das imperatrizes Catarina, a Grande e Maria Teresa da Áustria, e organizando vários salões importantes, a exemplo da Madame Geoffrin, da Madame d'Épinay e da Madame de Lespinasse, entre muitas outras. Entretanto, em vários aspectos o Rococó é uma simples continuação, na verdade a culminação, de valores do Barroco - o gosto pelo esplêndido, pelo movimento e pela assimetria, a frequente alusão à mitologia greco-romana, a inclinação emocional, a pretensão ostentatória e o convencionalismo, no sentido de se reger por critérios pré-estabelecidos aceitos consensualmente. A pintura rococó ilustra ainda, em sua versão primeira, a cisão social que desembocaria na Revolução Francesa, e representa o último bastião simbólico de resistência de uma elite distante dos problemas e interesses do povo comum, e que se via cada dia mais ameaçada pela ascensão da classe média, a qual se educava e começava a dominar a economia e até mesmo importantes setores do mercado de arte e da cultura em geral. Com isso, determinou a emergência paralela de uma corrente estilística bem mais realista e austera, cuja temática era toda burguesa e popular, exemplificada pelos artistas Jean-Baptiste Greuze e Jean-Baptiste Chardin, e que foi virtualmente ignorada pelo universo rococó, com poucas exceções, mas que por fim acabaria sendo uma das forças para a sua derrocada no fim do século XVIII.

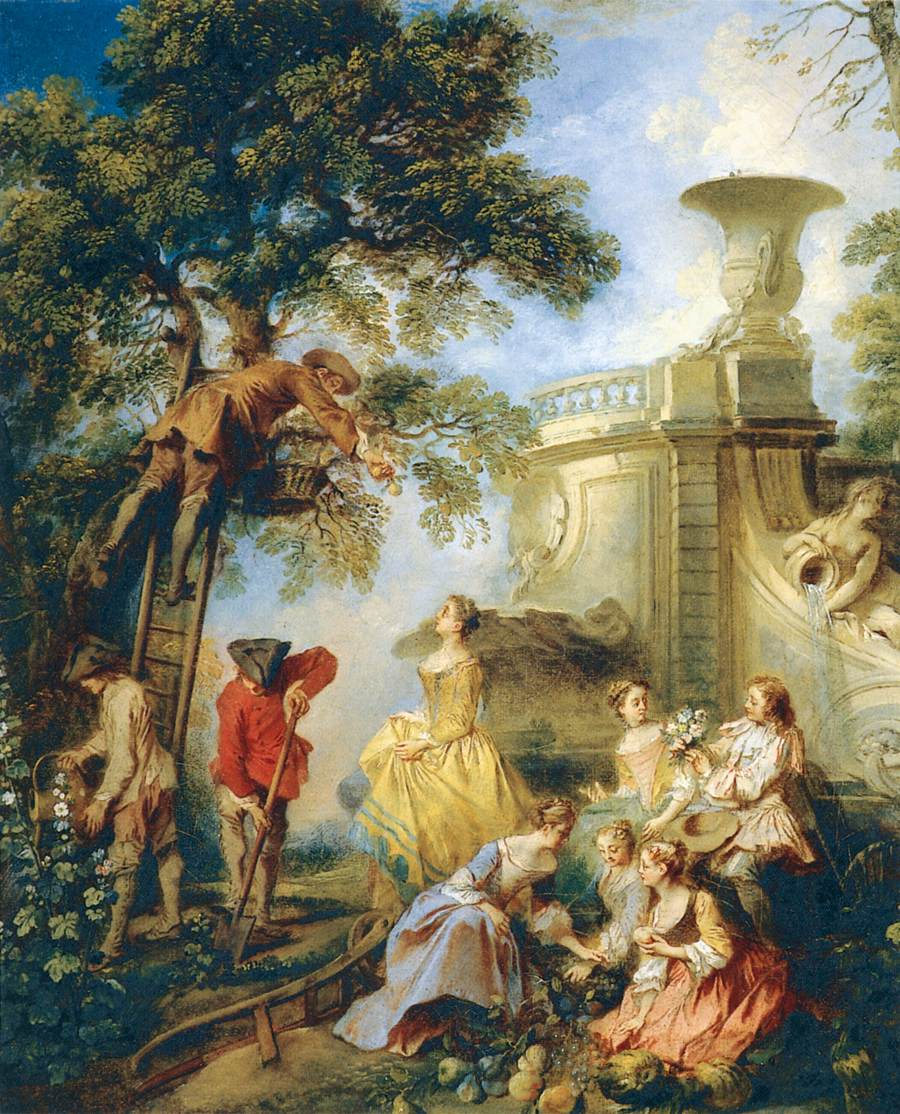
Nicolas Lancret: A Terra, c. 1730

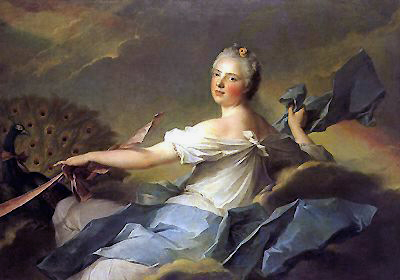
Jean-Marc Nattier: Madame Marie-Adélaïde de France personificando o Ar, 1751

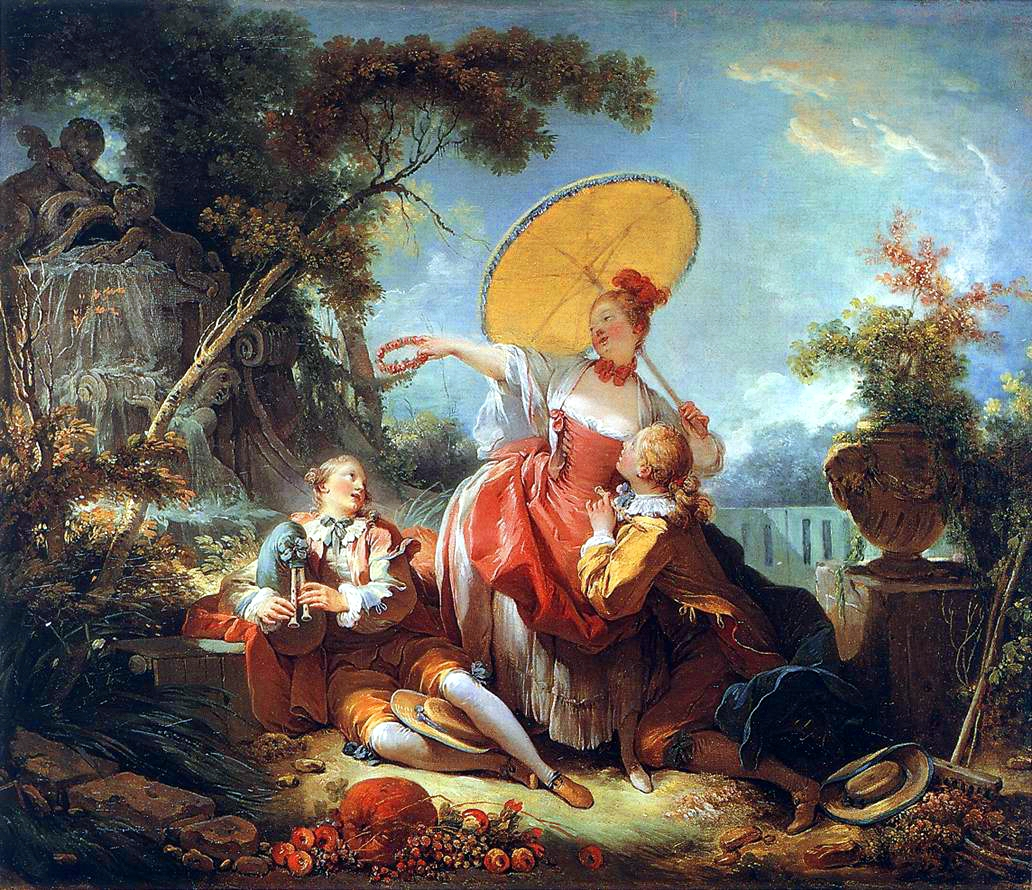
Jean-Honoré Fragonard: O amoroso coroado, ou O concurso musical

Num período em que as antigas tradições começavam a se dissolver, pintura rococó representa uma oposição à doutrina acadêmica, que tentava, mesmo durante o alto Barroco e em especial na França, impor um modelo artístico classicista como um princípio atemporal e universalmente válido, cuja autoridade era colocada acima de questionamentos, da mesma forma como a teoria política validava o absolutismo. Nessa onda de liberalismo e relativismo, a arte começava a ser vista como apenas mais uma entre tantas coisas sujeitas às oscilações da moda e dos tempos, uma opinião que seria inconcebível até pouco antes. Como resultado, as inclinações do período tendem para o humano e o sentimental, direcionando a produção não para heróis ou semideuses, mas para pessoas comuns, com suas fraquezas, e que buscavam o prazer. Abandona-se a representação do poderio e da grandeza, e o público da pintura rococó procura ver nela antes beleza, amor e a graça descontraída e cativante, excluindo todo o retórico e o dramático. Para isso a tradição clássica ainda era de utilidade, ao oferecer para a inspiração dos artistas um corpo de temas bastante atraentes e adequados para a mentalidade hedonista e refinada das elites, que rejeitavam toda austeridade e reinterpretavam o passado clássico sob a luz da Arcádia ideal e bucólica, da fantasia de uma Idade Dourada onde natureza e civilização, sensualidade e inteligência, beleza e espiritualidade se identificavam harmoniosamente. Nem essa temática nem essa interpretação eram, de fato, novidades, existiam desde o Império Romano e permaneceram presentes na  cultura ocidental quase sem interrupção desde sua origem, tanto como simples artifício romântico e poético como recurso de fuga psicológica quando os tempos se mostravam hostis ou excessivamente sofisticados, tornando-se por isso um símbolo poderoso de liberdade. No período do Rococó a nota inovadora foi que do mundo dos pastores árcades e dos deuses do panteão greco-latino só restou praticamente o pano de fundo do ambiente natural, sendo que este "natural" era o mais das vezes um jardim cultivado, e os protagonistas do momento eram os próprios aristocratas e os burgueses enriquecidos, com todo o seu aparato da moda, engajados em conversações brilhantes e cujo heroísmo se resumia na conquista amorosa, encarnando a ideia pastoral mais de acordo com as convenções de um teatro social. Na representação, assim como o Barroco era prolixo, o Rococó pastoral é sucinto; a despeito da unicidade de cenário, formalmente a pintura é um acúmulo de descontinuidades, e o que mais confere o efeito de unidade é a atmosfera e não a descrição. Desta forma, o Rococó aparece como o elo de ligação entre o classicismo cerimonioso do Barroco tardio e o pré-Romantismo sentimental da classe média.
Esse universo fantasioso se alinhava também às concepções da época sobre o caráter ilusionístico da arte. Para a crítica daquele tempo, o prazer que a arte pode proporcionar só é possível quando o espectador aceita os termos do jogo e se submete a ser iludido por uma espécie de magia. A problemática envolvida na ilusão artística não era inédita, e a pergunta se uma atividade baseada na imitação e no engodo dos sentidos poderia se justificar moralmente ou ser digna de atenção intelectual acompanhou o pensamento europeu desde os questionamentos de Platão, Sócrates e Aristóteles na Grécia Antiga. Durante o século XVIII esse tópico assumiu uma nova cor na busca deliberada por de certa maneira confundir e desorientar o público, removendo-o da circunstancialidade e do concreto para arremessá-lo no mundo ambíguo e fluente do teatro da representação, uma prática que de resto não encontrava apoio unânime e era criticada por muitos moralistas, preocupados com a dissolução concomitante do senso de realidade e da firmeza dos valores éticos incentivada por essas pinturas. Da mesma forma, nem todos os artistas tinham esse objetivo. Pintores importantes da época, mais engajados numa ideia de arte reformadora e moralizante, como Hogarth e Goya, se esforçaram por ultrapassar as convenções do ilusionismo e auxiliar o público a restaurar, como diz Matthew Craske, "a clareza de sua visão". Assim, se encontram posições com vários graus de aproximação ou distanciamento da realidade objetiva, numa dialética que deu boa parte da força para a criatividade desse período. É importante assinalar ainda que, de acordo com a cultura sofisticada da aristocracia, a civilização era um fenômeno necessariamente artificial, e era esperado que um espectador educado e polido soubesse fazer as sutis distinções entre o real e o ficcional, fosse capaz de lidar com as complexidades da arte, e se mostrasse apto a se defender do charlatanismo grosseiro e da ilusão barata, indicando o cultivo do seu intelecto e sua bagagem erudita.
Outra contribuição importante para a formulação da estética do Rococó foi o estabelecimento do conceito de arte pela arte iniciado por Alexander Baumgarten em 1750 e aprofundado por Kant na década seguinte. Nele se afirmava que o principal objetivo da arte era o prazer, e não a utilidade, concebendo a experiência estética como advinda da contemplação da beleza de um objeto, e entendida como a estimulação sensual de pensamentos indiferenciados, desprovidos de utilidade ou propósito e desvinculada da moral. Para Kant a beleza ideal não se declara completamente, mas antes permanece constantemente suscitando ideias sem exaurí-las. Assim o significado não está na determinação de um conceito qualquer, mas no diálogo incessante entre imaginação e entendimento. Por isso qualificava a arte como um "jogo sério", vendo nela aspectos de ludicidade como a liberdade e o desinteresse. Desta forma, o Rococó levanta definitivamente na arte ocidental a questão do esteticismo, na própria ambiguidade que cerca seu método representativo e seus objetivos essenciais, tornando nítida a convenção primordial de que se a pintura existe, existe para um observador e para ser olhada, mas entregando para as gerações futuras o sério problema de, segundo Stephen Melville, "dizer que o que acontece com um espectador diante de uma pintura é fundamentalmente diferente do que acontece com uma pessoa olhando um papel de parede ou uma paisagem pela janela", elemento dialético que se tornaria crucial para a discussão e validação moderna da arte em si, do fazer e entender artísticos e da autonomia da Estética, e que ainda não foi resolvido satisfatoriamente.

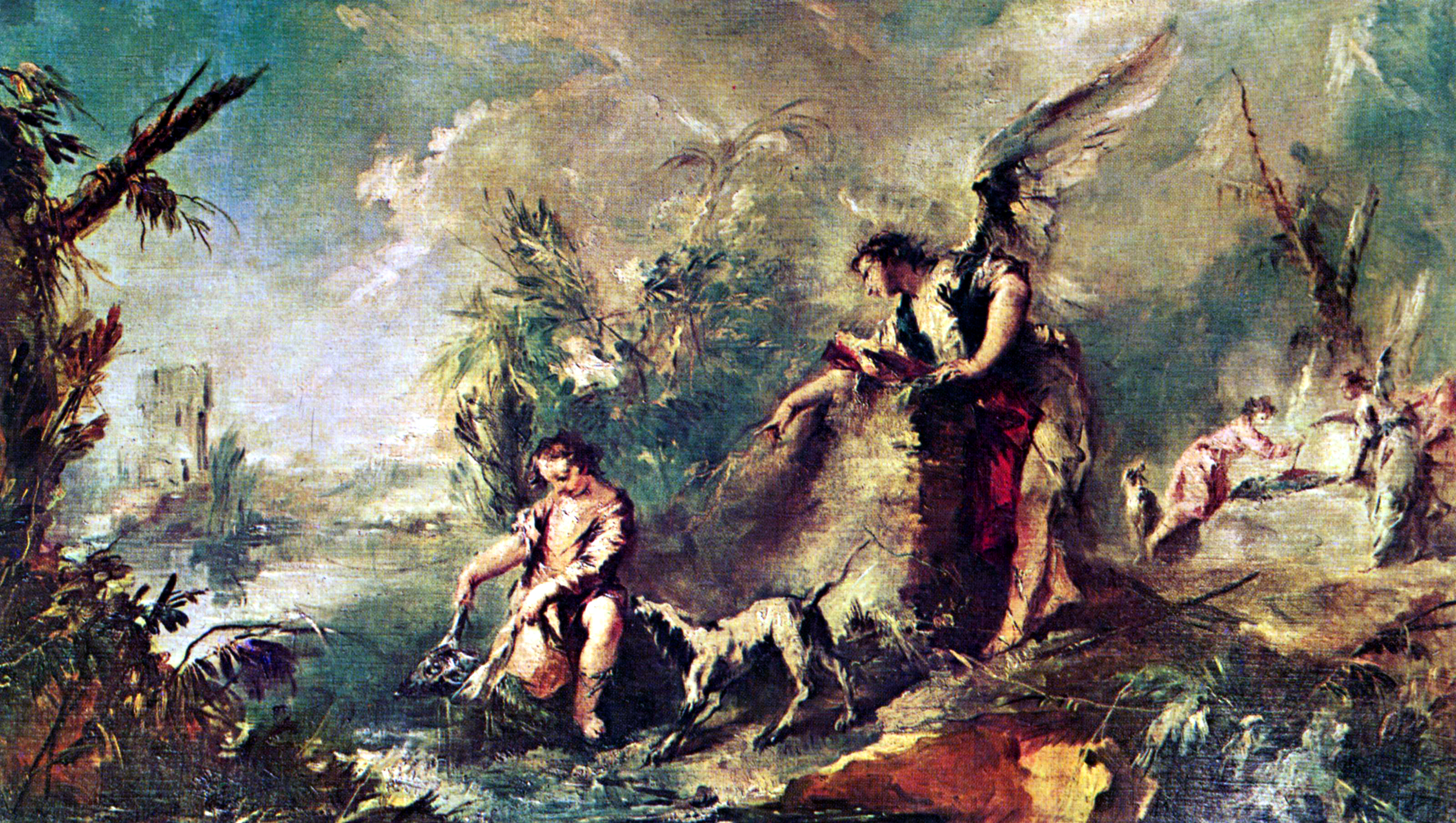
Tobias e o Anjo Rafael, Igreja do Anjo Rafael, Veneza, de Francesco Guardi, mostrando uma pincelada vivaz e elegante

Tecnicamente a pintura rococó tende para uma maior liberdade do que na pintura barroca ou acadêmica. A pincelada é nítida e desenvolta, com a criação de texturas e de um efeito por vezes similar ao dos quadros impressionistas, dando a muitas composições um aspecto de esboço, de inacabado, o que engajava o espectador com mais eficiência solicitando que ele mentalmente completasse o que havia sido apresentado esquematicamente. Nega-se o detalhamento realista e a primazia da linha, o espaço tem sua perspectiva encurtada criando uma ambientação mais fechada, os cenários de fundo são mais simplificados privilegiando o primeiro plano, e se buscam efeitos sugestivos de atmosfera. A representação do vestuário, contudo, tende a ser real o bastante para exibir a suntuosidade dos tecidos e a riqueza das jóias e adereços usados pelos modelos. Quanto à cor, aspecto central no Rococó, a preocupação dos seus artistas chegou a extremos de complexidade. Manuais dirigidos para amadores e principiantes escritos na época, em vez de darem instruções gradativas sobre combinações das cores primárias, saltavam diretamente para esquemas de mistura com dezenas e mais dezenas de gradações, e o refinamento nessa área, no patamar dos profissionais, era naturalmente muito mais aguçado, desenvolvendo-se até uma simbologia própria envolvendo cada tipo de tom.

### O Rococó sacro e monumental

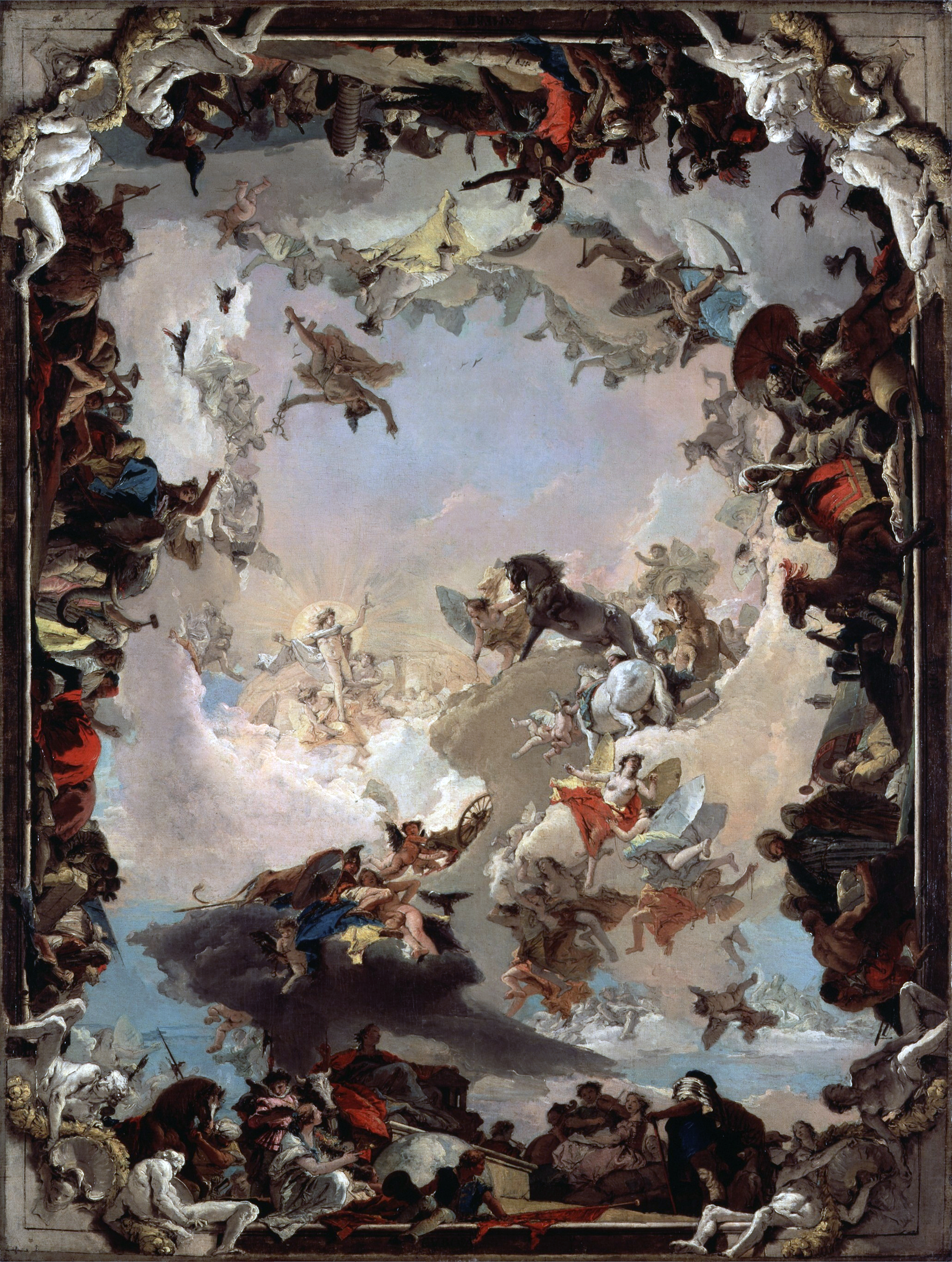
Giovanni Battista Tiepolo, Alegoria dos Planetas e dos Continentes, 1752

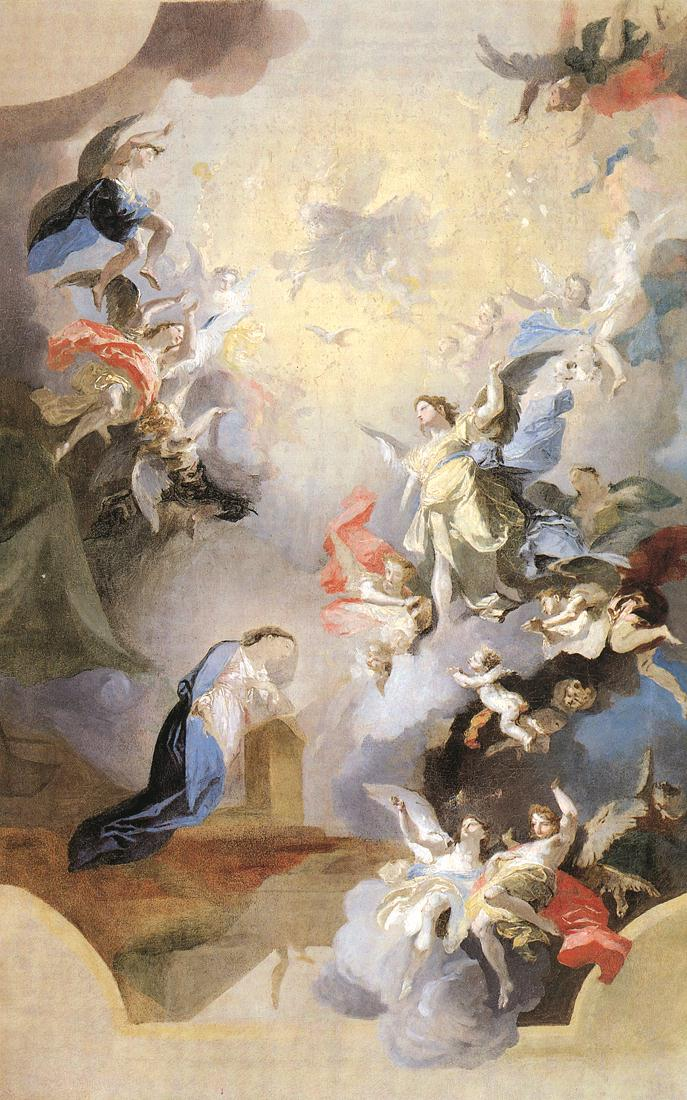
Franz Anton Maulbertsch, Estudo para Anunciação, 1794

A pintura rococó não foi um fenômeno exclusivamente doméstico, e encontrou um terreno fértil também na decoração de edifícios públicos e igrejas. Nesses ambientes a pintura rococó entrava como um elemento importante na composição de uma "obra de arte total", integrando a arquitetura com o mobiliário e os objetos decorativos acessórios, como as pratarias e estuques, e assinalando a funcionalidade o espaço. Na França e Inglaterra o Rococó assumiu uma forma principalmente profana, mas em outras regiões da Europa católica, especialmente no sul da Alemanha, deixou monumentos religiosos admiráveis, o mesmo sucedendo no Brasil, onde pintores da região de Minas Gerais liderados por Mestre Ataíde formularam através de um Rococó tardio e de sabor ingênuo a primeira escola de pintura nacional, e constituindo, na opinião de Victor-Lucien Tapié, um dos frutos mais felizes do estilo na esfera religiosa.
A preocupação das elites ilustradas mas desocupadas com a felicidade e o prazer, acompanhada por um declínio da influência da religião, que desenham a atmosfera rococó, poderiam, a uma primeira impressão, problematizar a aplicação do estilo para a arte religiosa, que atendia antes às necessidades das classes mais baixas e cuja devoção não fora em nada afetada pelos costumes desarraigados das elites. As aparentes contradições de pronto foram resolvidas pelos moralistas cristãos na associação da felicidade desejada pelos sentidos com a felicidade proporcionada por uma vida virtuosa, afirmando que o prazer humano é uma das dádivas de Deus e sugerindo que o amor divino também é fonte de uma espécie de volúpia sensorial. Com essa acomodação, a religião, anteriormente sobrecarregada pela noção de culpa e pelas ameaças da fogueira e da condenação eterna, assume um tom otimista e positivo, e gera uma pintura diante da qual os fiéis podiam rezar "na esperança e na alegria" e que serve de ponte entre a felicidade terrena e a celeste. O Rococó, empregado na decoração eclesiástica, fez parte do movimento de secularização que Igreja Católica vinha experimentando desde o Barroco, removendo diversos obstáculos entre o sagrado e o profano, e serviu como uma maneira nova e mais envolvente de celebrar os mistérios da fé, mas seu ornamentalismo também foi visto por alguns como uma distração dos propósitos primários da reunião sacramental.

### O Retrato no Rococó
O retrato também era popular entre os pintores rococó, especialmente na Inglaterra e Escócia, nos quais os temas eram retratados com grande elegância, com base na artificialidade da vida palaciana e dos ambientes cortesãos, refletindo uma imagem simpática de uma sociedade em mudança.

## Escolas regionais

### França

Antoine Watteau: Peregrinação à ilha de Citera, versão do Louvre, 1717

François Boucher: Odalisca, 1745

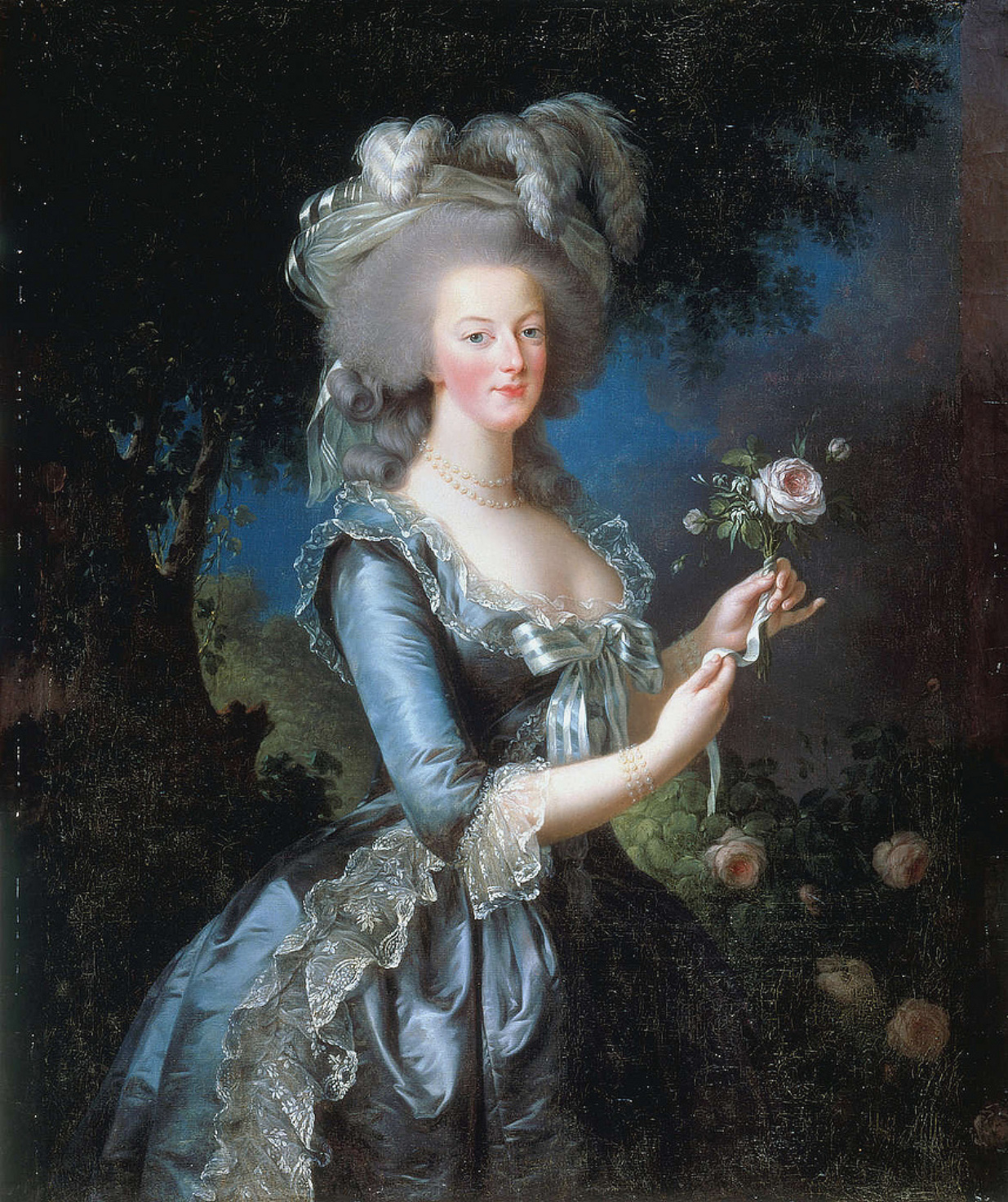
Elisabeth Vigée-Le Brun: A Rainha Maria Antonieta, 1783

Na França o Rococó mostrou seu rosto mais característico, num tratamento leve, galante e sensual das suas temáticas privilegiadas, a pastoral, seguida das cenas alegóricas e dos retratos. Suas figuras se apresentam ricamente vestidas, colocadas contra panos de fundo campestres, jardins ou parques, um modelo tipificado na fête galante (festa elegante), ilustrada tão bem na obra de Watteau, onde os aristocratas passam seu tempo em entretenimentos sofisticados numa atmosfera sonhadora e não desprovida de conotações eróticas, reminiscente do mundo idílico suposto existir na Antiguidade clássica. A pintura rococó é antes de tudo intimista, não se destina ao grande público, mas ao consumo da nobreza ilustrada e ociosa e da burguesia mais abastada, e tinha um caráter eminentemente decorativo, retirando muita inspiração da literatura clássica. A técnica é ágil e tende ao virtuosismo, com pinceladas livres que de certa forma prefiguram o Impressionismo e uma paleta de cores rica, mas com predomínio de tons claros, buscando efeitos sutis e evocativos de atmosfera.
O decorativismo da pintura rococó extrai sua substância da rica ornamentação comum em muitas obras, da profusão de detalhes representados com minúcia, do cromatismo sofisticado, da riqueza dos figurinos e cenários, a ponto de se tornar um valor por si mesmo, em composições que chegam a perder seu foco narrativo em meio à volúpia da pura plasticidade, do apelo sensorial imediato. Falando de uma importante obra de Watteau, Peregrinação à ilha de Citera, considerada um paradigma da estética do prazer típica do Rococó, sendo a ilha o local de nascimento de Vênus, Norman Bryson diz que o estilo do pintor fornece um conteúdo narrativo em quantidade suficiente apenas para sugerir determinada leitura da obra, mas não para esgotá-la, estabelecendo um "vácuo semântico" que inicia uma prática de dissociação entre texto de referência e a pintura que o ilustra que prefigura a modernidade, minimizando a dependência da fonte literária para a criação artística em outros campos, e, segundo Catherine Cusset, substituindo o conteúdo psicológico ou metafísico por uma "pletora de idéias".
Nessa estética do prazer a sensualidade tinha especial apelo, mas não como componente narrativo de erotismo puro; antes, fornecia um pretexto para os artistas explorarem os limites da representação, almejando uma tangibilidade que suscitasse uma resposta sensorial global mais imediata e intensa, o que era um dos parâmetros para a qualificação de uma obra de arte naquele tempo, e se inscrevendo numa concepção de vida mais ampla onde o despreocupado prazer de viver era a tônica. Mais sugerindo que explicitando, mais convidando à fantasia complementar do público do que apresentando-o por inteiro, o que seria considerado ofensivo, o erotismo na pintura rococó é mais penetrante e eficiente do que em composições onde o significado fica exaurido desde o início pela obviedade das referências diretas. Mesmo com essa aura dominante mais de sugestão e insinuação, exemplos de erotismo mais cru são também encontrados, em especial na obra de François Boucher, um dos grandes mestres do Rococó, que segundo Arnold Hauser fez fama e fortuna "pintando seios e nádegas" e assim se aproximava de um universo mais popular, embora fosse igualmente capaz de se manter em outros momentos dentro dos limites do pudor público e criar peças de grande dignidade e encanto delicado.
A outra grande figura francesa é Jean-Honoré Fragonard, aluno de Boucher e exímio colorista, que continuou a tradição de alegorias poéticas e sensuais de seus antecessores, mas também foi apreciado pelos seus contemporâneos pela enorme versatilidade que mostrava, adaptando-se às necessidades de uma grande variedade de temas e gêneros, acumulando enorme fortuna com a venda de suas obras mas enfrentando a pobreza depois da Revolução. Na reabilitação do Rococó no século XIX foi chamado de "o Cherubino  da pintura erótica", e elogiado em altos termos por sua capacidade de criar efeitos de suspensão emocional e tensão sensual sem cair no indecoroso. Por fim, merecem atenção diversos outros nomes no Rococó francês: Jean-Marc Nattier, os três Van Loo (Jean-Baptiste, Louis-Michel e Charles-André), Maurice-Quentin de la Tour, Jean-Baptiste Perronneau, François Lemoyne, Elisabeth Vigée-Le Brun, Jean-Baptiste Pater, Alexander Roslin e Nicolas Lancret entre muitos mais.

### Inglaterra

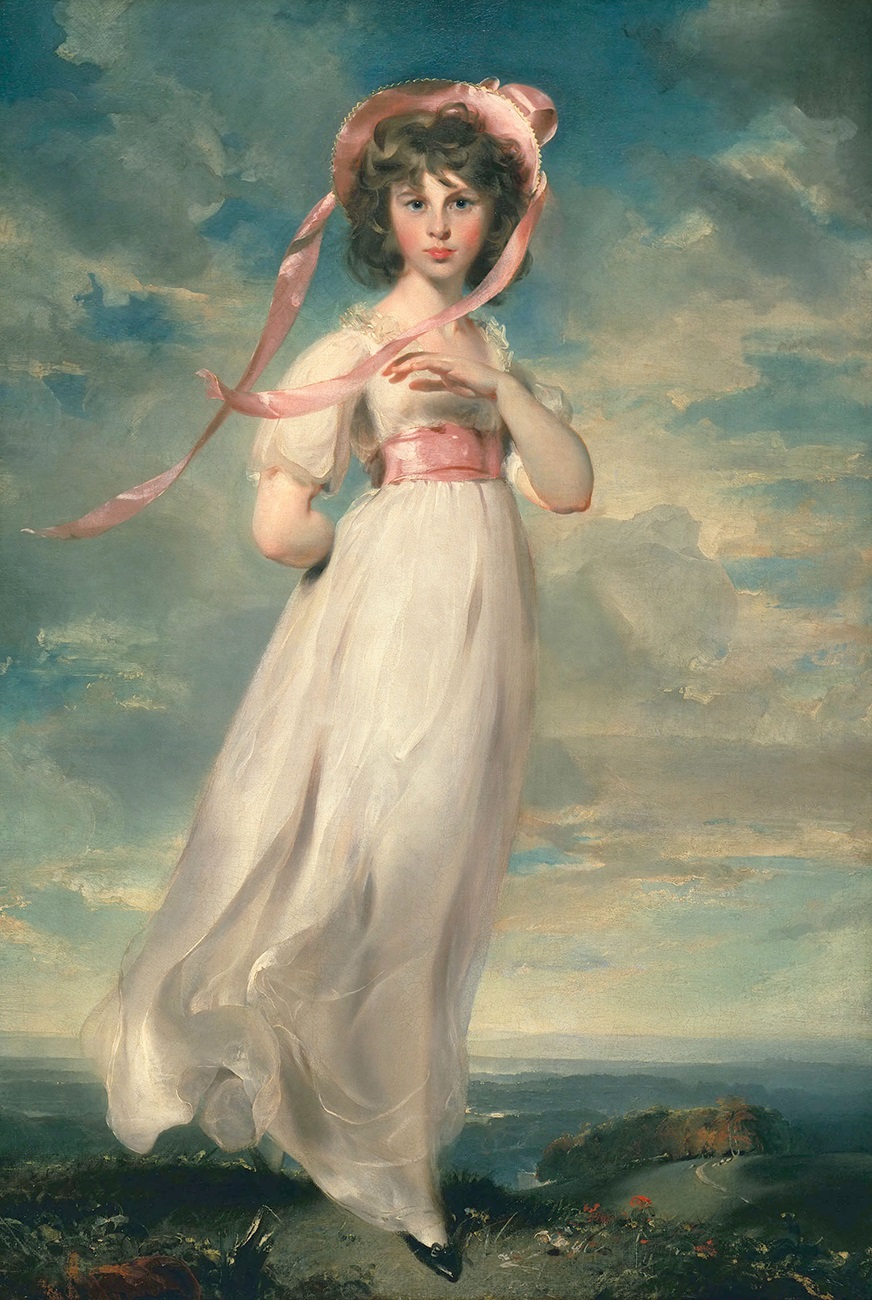
Sir Thomas Lawrence: Sarah Barrett Moulton: Pinkie, 1794

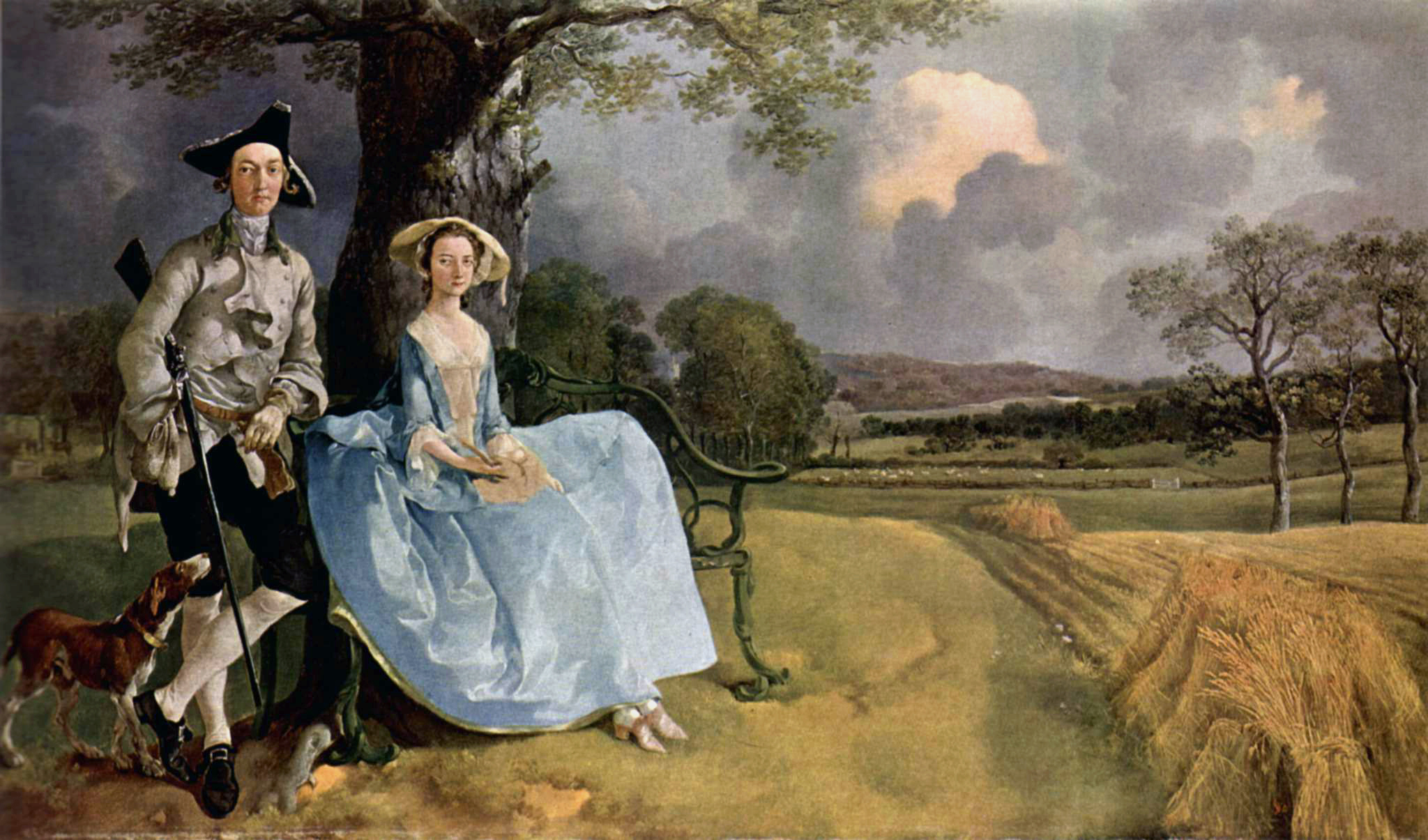
Thomas Gainsborough: O casal Andrews, 1749

O sistema social inglês diferia em vários pontos do modelo continental. A aristocracia formada pelos nobres e os ricos comerciantes também ali dominava o poder, mas se esforçava por implantar um sistema plenamente capitalista que solicitava - e obtinha - o concurso da burguesia, sabedores de que seus objetivos eram comuns e se identificavam com os do Estado, para benefício próprio e da nação. Não existia uma aura mítica em torno do nascimento nobre, a estratificação social era mais elástica, associando frequentemente plebeus à nobreza através de casamentos, e seus estratos inferiores mostravam um grupo bastante homogêneo que na prática pouco se distinguia da classe média. Outro traço distintivo era que na Inglaterra eram os nobres quem pagavam a maior parte dos impostos, mas na França eram isentos de todas as taxas. Além disso na Inglaterra vinha se formando considerável público leitor entre a plebe, bem mais informado sobre fatos gerais, política e mesmo arte do que em outras regiões, através da crescente divulgação de livros e da circulação de vários periódicos populares. Esses fatores propiciaram à sociedade inglesa uma liberdade de expressão desconhecida em outros países da Europa, e tornaram o país a liderança mundial no século seguinte.
O Rococó inglês foi um produto importado da França, e desde sua introdução se tornou uma moda, mas a recepção do estilo na Inglaterra não ficou isenta de contradições, uma vez que historicamente as relações entre os dois países foram marcadas pelo conflito. As elites, porém, aproveitando um período de paz, souberam separar questões políticas e as da estética, visitando a França como turistas, incentivando a migração de artífices franceses e importando grande quantidade de objetos decorativos e peças de arte rococó, enquanto o restante da população tendia a encarar tudo que era francês com desdém. Sobre esta base popular aparecem escritores satíricos como Jonathan Swift, e artistas como William Hogarth, com séries de telas e gravuras de forte crítica social como A carreira do libertino e Casamento à la moda, expondo cruamente em uma pintura robusta e francamente narrativa os vícios da elite francófila. Em termos temáticos ele foi um caso isolado, e a reação aos seus trabalhos pela elite foi, previsivelmente, negativa, mas como um sintoma dos tempos, formalmente seu estilo pessoal deve muito à França. O mercado de arte estava completamente curvado à moda estrangeira, e os artistas locais tiveram de aceitar a situação, adotando amplamente os princípios do Rococó francês. 
Os gêneros mais populares na Inglaterra foram o retrato  e as "pinturas de conversação", cenas onde se mostram grupos de amigos ou familiares engajados em conversas, uma tipologia que aliava o retratismo com o paisagismo, introduzida pelo imigrante Philip Mercier e possivelmente inspirada nas Fêtes galantes de Watteau. O gênero foi cultivado também por Francis Hayman, Arthur Devis e Thomas Gainsborough, talvez o mais típico e brilhante pintor do Rococó inglês. Gainsborough praticou também o puro paisagismo, onde desenvolveu um estilo de simplificação do cenário, de descrição inespecífica e teatralizada, e de alteração de suas cores básicas e do senso de perspectiva, artificialismos típicos do Rococó, além de ter deixado paralelamente obra importante no campo do retrato. Cite-se ainda o alemão imigrado Johann Zoffany, dono de um estilo original, criando cenários complexos de interiores abarrotados de obras de arte e retratos de grupo, e Thomas Lawrence, representante tardio do Rococó e retratista celebrado, cuja carreira se estende até o Romantismo, mas que no início deixou obras de extraordinário encanto e graça jovial.

### Itália e países germânicos

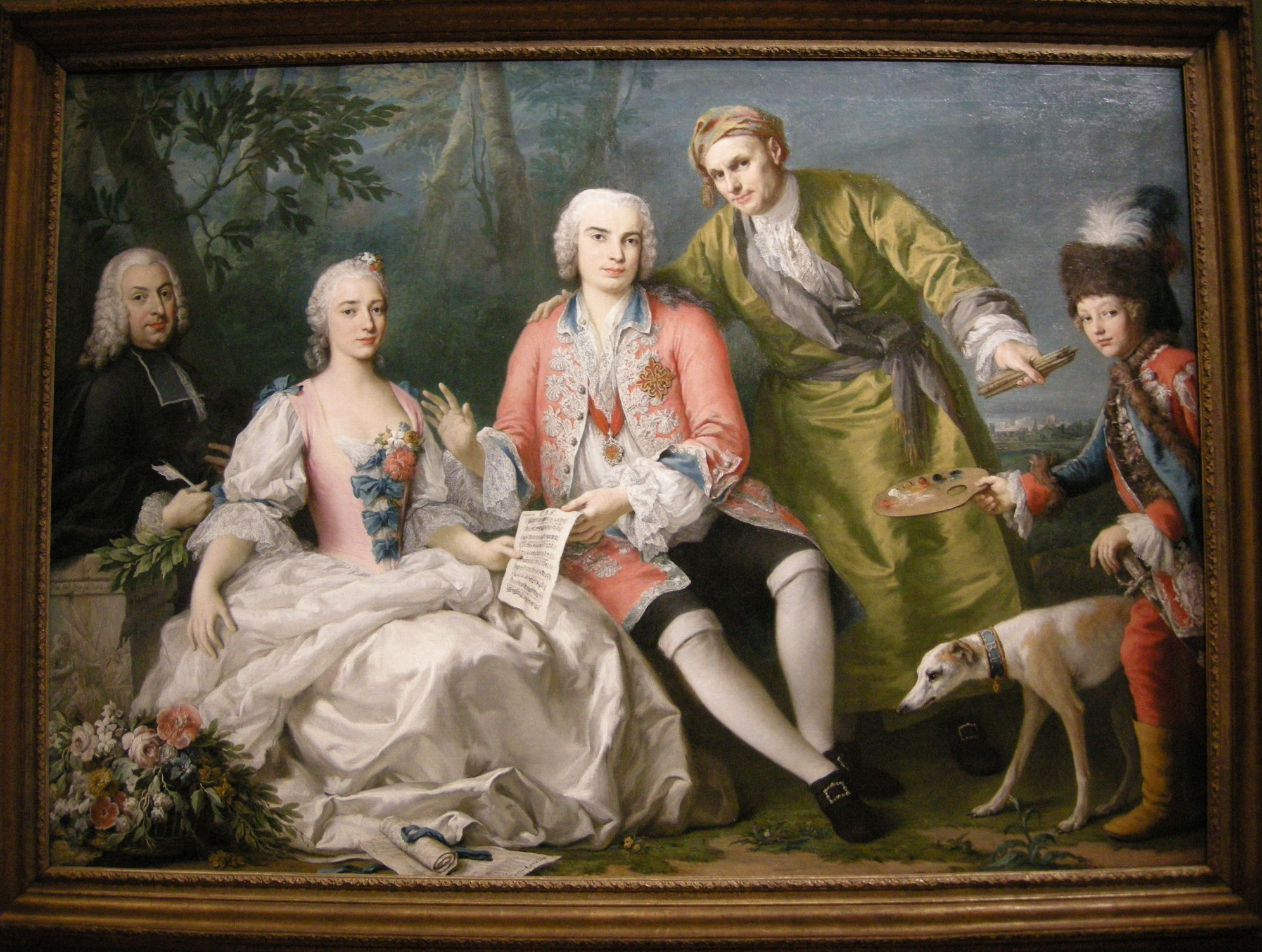
O cantor Farinelli com amigos, c. 1750-52, de Jacopo Amigoni

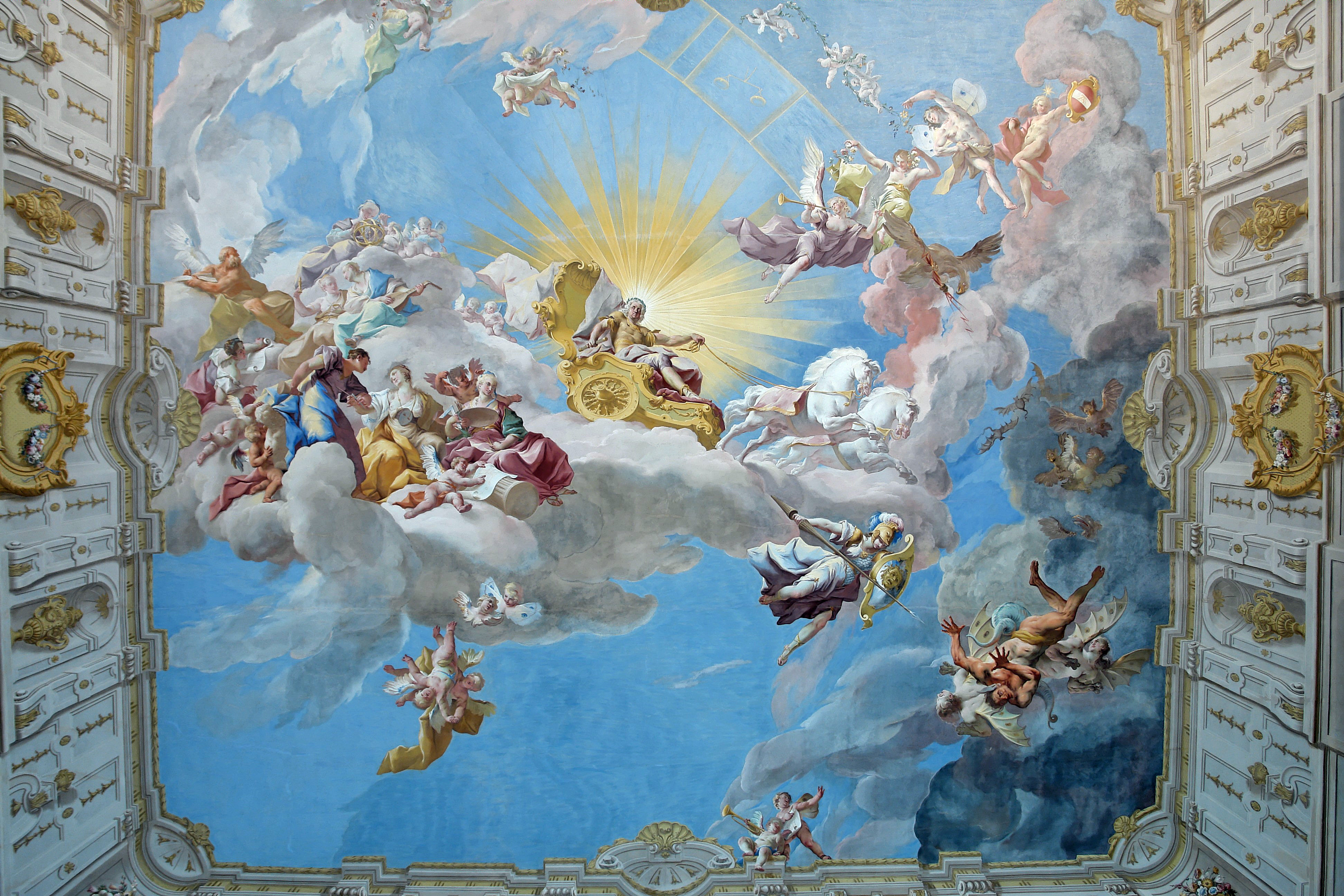
Paul Troger: Apoteose de Carlos VI, 1739

Embora muito do Rococó germânico deva diretamente à França, sua principal fonte é o desenvolvimento do Barroco italiano, e nesses países a distinção entre Rococó e Barroco é mais difícil e subjetiva. Na Itália, pátria do Barroco, este estilo continuava atendendo às necessidades da sensibilidade local, e o modelo do Rococó francês não foi seguido em sua essência, mas alterou seu escopo temático e suas ênfases significantes, se expressando principalmente na decoração monumental. No campo da pintura a maior floração rococó aconteceu em Veneza, em torno da figura dominante de Giovanni Battista Tiepolo, célebre muralista que deixou obras importantes também ao norte dos Alpes e na Espanha. Seu estilo pessoal era uma continuação do Barroco nativo, mas adotou uma paleta de cores leve e luminosa, e construiu formas vivazes, ágeis e cheias de graça e movimento, que o inserem perfeitamente na órbita do Rococó, apesar de seu tom ser sempre elevado, quando não apoteótico, e sua temática sempre ou sagrada ou glorificatória. Outros nomes italianos dignos de lembrança são Sebastiano Ricci, Francesco Guardi, Francesco Zugno, Giovanni Antonio Pellegrini, Giovanni Domenico Tiepolo, Michele Rocca e Pietro Longhi, com uma temática variada que ia da cena doméstica à paisagem urbana, passando pelas alegorias mitológicas e obras sacras.
Uma das principais figuras germânicas é Franz Anton Maulbertsch, ativo em uma vasta região da Europa central e oriental decorando inúmeras igrejas, considerado um dos grandes mestres do afresco do século XVIII. Talento original, de técnica brilhante e grande colorista, rompeu os cânones acadêmicos e desenvolveu um estilo fortemente personalista de difícil categorização, às vezes comparado a Tiepolo pela elevada qualidade de sua obra. Mais para o fim do século se desenvolveu na Alemanha uma repulsa pelo alegado excesso de artificialismo do modelo francês, da mesma forma que se verificou em alguns setores do mundo artístico da Inglaterra - e mesmo da própria França. Os nacionalistas alemães recomendavam a adoção dos modos sóbrios, naturais e industriosos dos ingleses como um antídoto contra as "afetações teatrais" e a "suavidade das falsas graças" francesas. Também devem ser incluídos como mestres importantes do Rococó germânico monumental Johann Baptist Zimmermann, Antoine Pesne, Joseph Ignaz Appiani, Franz Anton Zeiller, Paul Troger, Franz Joseph Spiegler, Johann Georg Bergmüller, Carlo Carlone, entre muitos outros, que deixaram uma marca em tantas igrejas e palácios.

### Outros exemplos
Na pintura de outros países o impacto do Rococó foi mais limitado, mas alguns casos mais ou menos isolados merecem nota: na Espanha, Goya em sua primeira fase e Ramón Bayeu y Subías; nos Estados Unidos, John Singleton Copley; na Rússia, Dmitry Levitsky, Ivan Argunov e Fyodor Rokotov; nos Países Baixos, Rachel Ruysch e Jan van Huysum; na Escandinávia, Carl Gustaf Pilo e Georg Desmarées; em Portugal Vieira Portuense e Pedro Alexandrino de Carvalho, e no Brasil o já citado Mestre Ataíde.

## Fortuna crítica
O espírito do Rococó começou a ser atacado em meados do século XVIII, a partir da ascensão da crítica iluminista e dos ideais puritanos da classe média. As principais censuras que desde então se fizeram e ainda se fazem ao estilo se dirigiram mormente à sua versão francesa ou suas derivações mais literais. O Rococó francês foi um estilo essencialmente aristocrático, derivado de uma sociedade que ainda trazia uma estratificação social rígida e representava a fase derradeira do antigo sistema econômico feudal. O Iluminismo questionou as bases dessa sociedade e o modelo de civilização e cultura que propunha, dissolvendo as hierarquias e modos de patronato que alimentaram a pintura rococó, já vista como frívola, efeminada, elitista e excessivamente ornamental, pensando o mundo a partir de uma óptica mais igualitária, independentemente de tradições, mitos e religiões, anulando os privilégios de berço e estabelecendo novos critérios para a aquisição do conhecimento, onde primava a claridade da razão e da demonstração lógica e científica sobre as ambíguas e obscuras sutilezas da opinião, do sentimento e do metafísico.

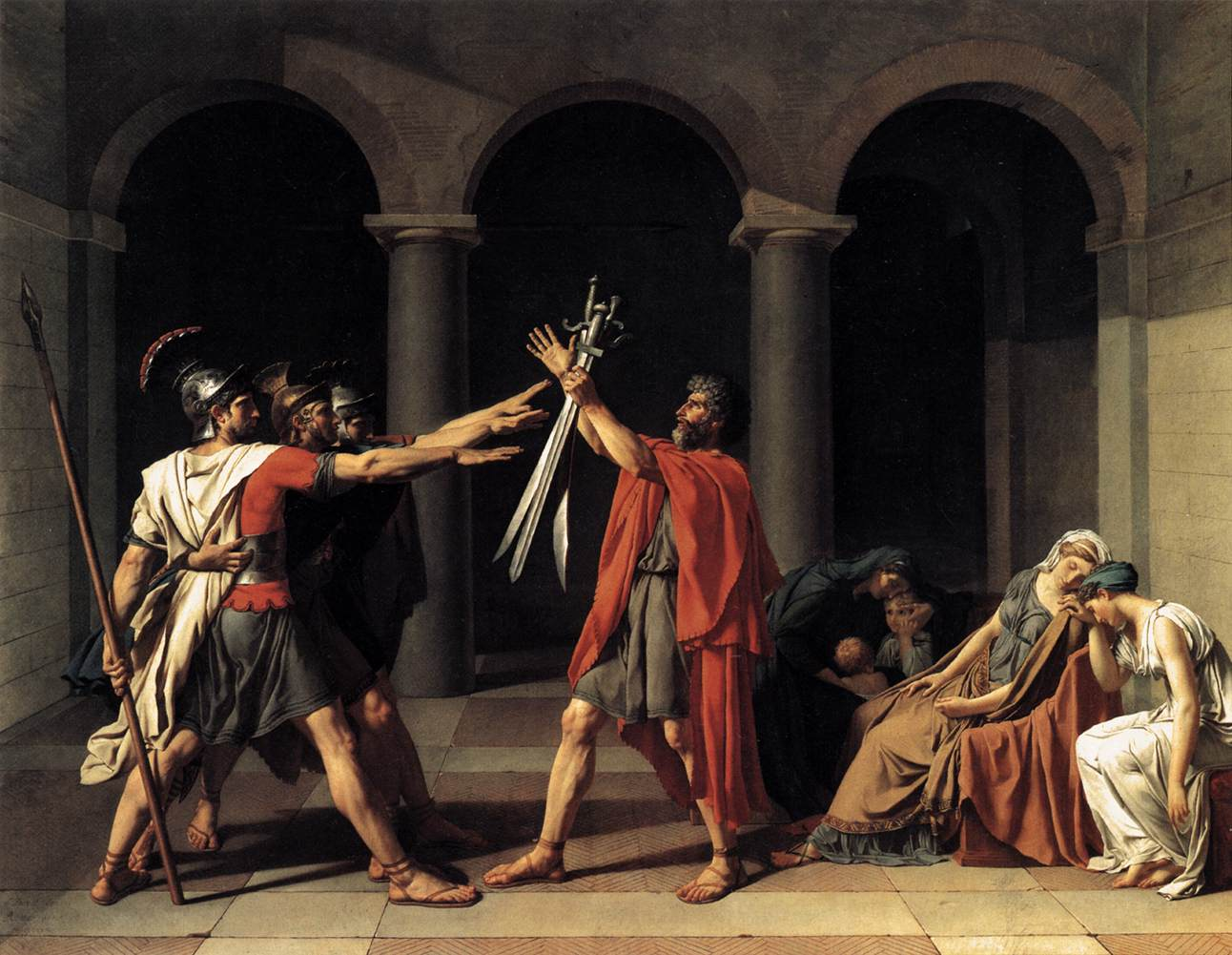
Jacques-Louis David: O juramento dos Horácios, 1784. Obra capital do Neoclassicismo ético, heróico e austero

A classe média, por sua vez, identificava facilmente o estilo Rococó como o rosto da elite corrupta e dissoluta que ela desejava derrubar, e a arte que cultivava e apreciava, principalmente a de Chardin e Greuze, era diametralmente oposta a ele tanto na forma quanto no conteúdo. Este processo culminou na Revolução Francesa e no surgimento do Neoclassicismo, com um retorno de ideais artísticos baseados em valores de austeridade, piedade, civismo e ética, numa reafirmação dos princípios masculinos e na reabilitação da pintura histórica moralizante, em detrimento da feminilidade graciosa, intimista e sensual do Rococó.
Mas o eclipse do estilo foi breve. Ultrapassada a fase mais rigorosa do Neoclassicismo e recuperando-se em certo grau a estabilidade política européia após a Revolução e o fracasso final de Napoleão Bonaparte, na década de 1830 a arte rococó voltou à cena através da literatura de Gérard de Nerval, Théophile Gautier e outros autores, desiludidos com a ênfase excessiva, como a consideraram, na concepção de que a arte deveria invariavelmente ser produzida com uma finalidade cívica ou didática, e com o mundo que para eles passara a ser dominado por uma burguesia inculta e desprovida de gosto. O grupo começou a desenvolver um estilo revivalista e nostálgico, inspirado na literatura e pintura do século XVIII, e seguir um modo de vida semelhante ao da antiga aristocracia, com seus salões e hábitos sofisticados, atraindo a atenção de outros escritores e poetas. Logo seu número se tornaria considerável, dando origem a uma subcorrente romântica na literatura e artes visuais, chamada de Romantismo fantasioso, que teria grande aceitação popular entre a década de 1840 e 1850.

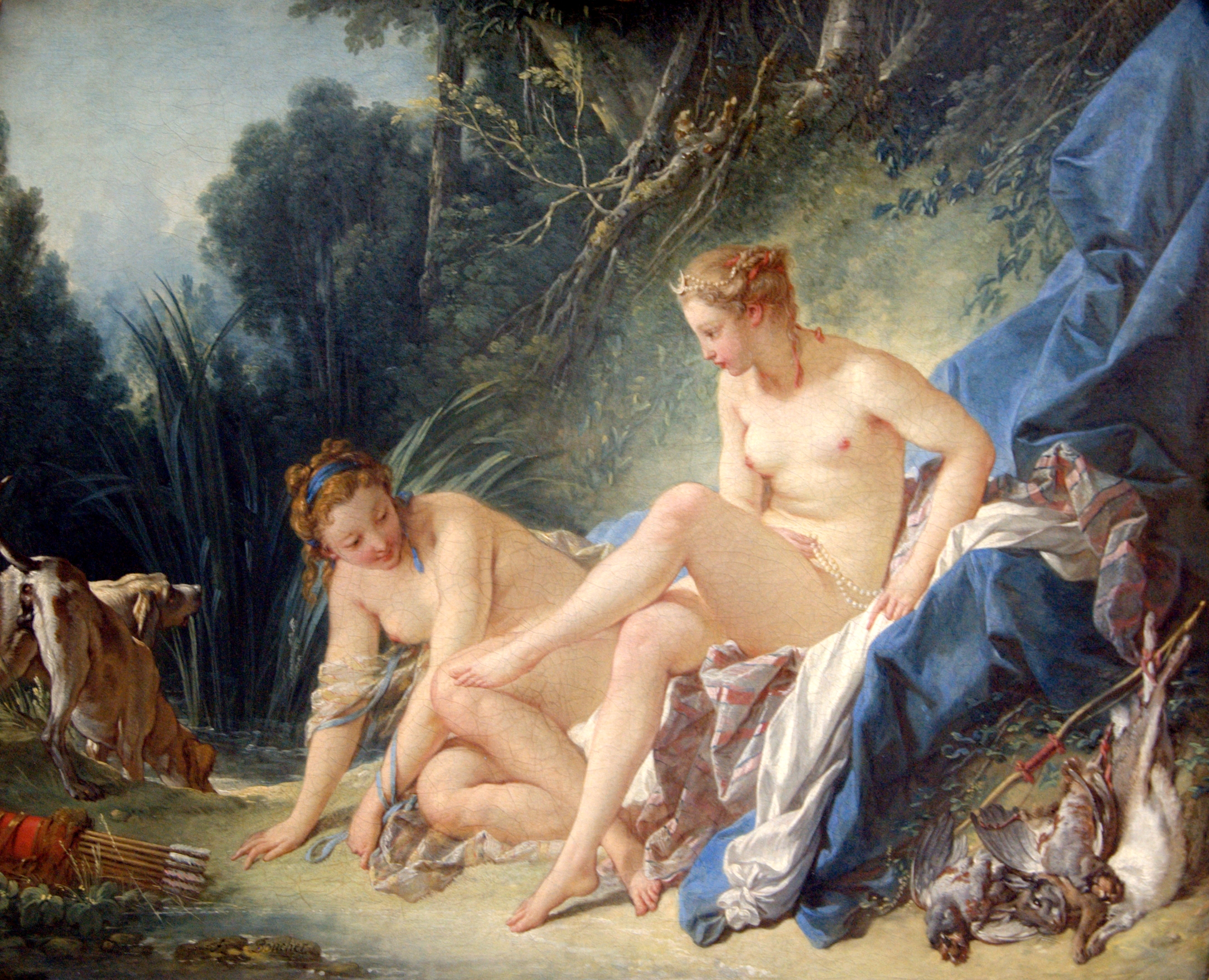
François Boucher: Diana saindo do banho, 1742

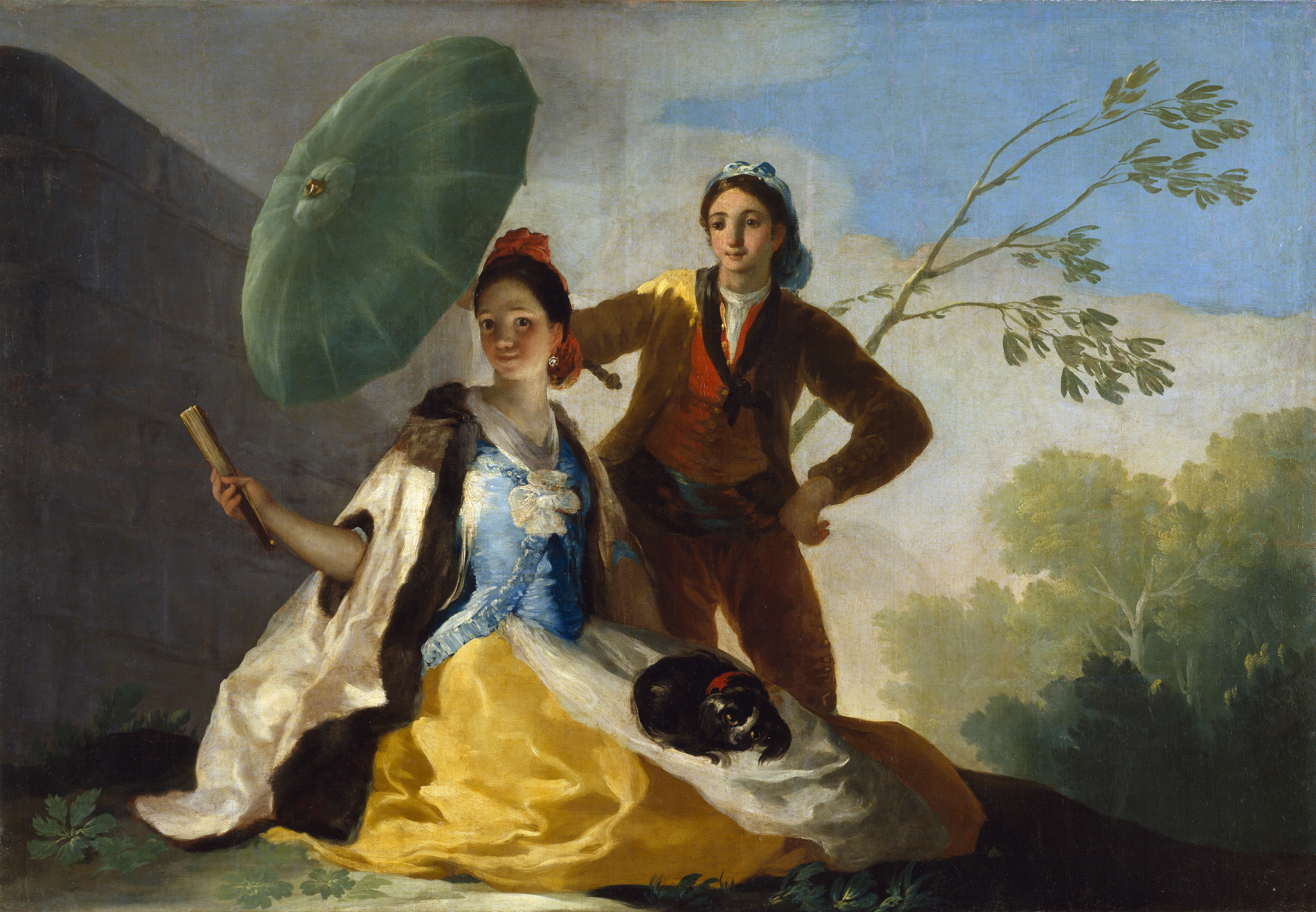
Francisco de Goya: O pára-sol, 1777

Para o fim do século XIX o Rococó francês estava plenamente recuperado e instituído como um patrimônio cultural nacional da França, junto com a reabilitação das artes decorativas em geral. Nessa fase se multiplicou a literatura crítica sobre o estilo, foram instituídos museus para as artes decorativas, diversos monumentos do século XVIII foram restaurados e a pintura rococó voltou a ser entendida como parte integrante de uma concepção global de decoração de interiores, assim como era entendida em sua origem. Esse renovado entusiasmo pelo Rococó culminou com a sua consagração no Museu do Louvre em 1894, com a destinação de uma ala inteiramente dedicada à arte do século XVIII, onde se recriaram ambientes completos. Também estimulou uma moda de objetos e painéis decorativos em estilo revivalista, e foi um dos fatores para o desenvolvimento das artes aplicadas e do artesanato de alta qualidade da Art Nouveau, além de ter tido um caráter simbólico de reaproximação das elites herdeiras da nobreza com a burguesia da Terceira República. Na mesma época se resgatou a importância de Tiepolo como um dos mais insignes muralistas do século XVIII, e no início do século XX Oswald Spengler fez um emocionado elogio da arte Rococó em sua obra O declínio do Ocidente.
Entretanto, outros autores como Egon Friedell, escrevendo entre as guerras, continuavam a considerar o estilo em abordagens pouco lisonjeiras. Um novo interesse pelo Rococó surgiu na década de 1940 quando Fiske Kimball publicou seu importante estudo The Creation of the Rococo (1943), que tentou delimitar e descrever o estilo em bases críticas curiosamente a-históricas, mas que serviu para levantar uma série de novas questões que trouxeram à tona inconsistências em sua definição, evidenciaram sua complexidade e alimentaram os debates acadêmicos subsequentes, com grandes contribuições de Arnold Hauser na década de 1950, apreciando o estilo de maneira mais profunda e compreensiva à luz do Marxismo, e de Philippe Minguet e Russell Hitchcock na década de 1960, estes enfocando mais os conjuntos arquiteturais, mas Victor Tapiè e Myriam Oliveira acreditam que nas décadas de 70 em diante houve mesmo uma regressão na pesquisa para conceitos já ultrapassados, e ela particularmente aponta como exemplos as abordagens de Germain Bazin, Anthony Blunt, Yves Bottineau e Georges Cattaui, que o delimitam mas o submetem ao Barroco, remetendo a visões pré-Kimball.
O que fica claro é que ainda existe muita polêmica e contradições nos estudos sobre o Rococó, mas atualmente a crítica mais ou menos concorda em ver na filosofia subjacente à pintura rococó elementos de superficialidade, elitismo, puro hedonismo e alienação, mas diz que esses aspectos não contam toda a história e que se apegar a eles a partir de pressupostos morais modernos pode impedir o público de reconhecer seu valor como arte em seu próprio direito e como veículo de significados importantes para a classe que regeu a Europa no século XVIII, fato que basta por si para lhe atribuir grande interesse histórico e documental. Também se admite amplamente que em seus melhores momentos a pintura rococó atinge elevadíssimos patamares de excelência técnica, sendo difícil mesmo para os mais empedernidos moralistas ficar insensíveis ao seu charme e à sua riqueza plástica, e à habilidade de seus autores. Outro ponto positivo da pintura rococó foi detectado na reformulação e suavização da iconografia cristã, traduzindo os elementos da fé e retratando seus mártires e santos dentro de uma moldura formal menos pesada e opressiva do que aquela produzida durante o Barroco, permitindo o nascimento de uma devoção mais jovial e otimista, menos carregada de culpa, e que reconciliava a natureza com o divino. Ao mesmo tempo, sua índole personalista, sua curiosidade pelas novidades e exotismos, e sua rejeição do Academismo oficial representaram um movimento em direção à liberdade e à espontaneidade criativas, tão prezadas nos dias de hoje, e que eram considerados critérios legítimos de avaliação de uma obra de arte naqueles tempos. Assim pensava Alexander Pope ao declarar que "algumas belezas ainda não podem ser explicadas em preceitos", e que "há graças sem nome que nenhum método ensina, e que apenas a mão de um mestre consegue alcançar", qualidades que só podiam ser julgadas pelo "gosto", um elemento sutil que no dizer de Voltaire é "um discernimento rápido, uma percepção súbita que, como as sensações do palato, antecipa a reflexão, e aceita o que dá uma impressão voluptuosa e rara e recusa o que parece grosseiro e asqueroso".
Em suma, para uma melhor compreensão da pintura do Rococó é necessário que primeiro percebamos claramente que ela não se limita à França, ainda que ali tenha se mostrado mais plena, típica e essencialmente e seja a referência básica de todo o estilo, mas se manifestou de uma grande variedade de formas em uma vasta área do Ocidente, adaptando-se a outras demandas e refletindo experiências vitais e visões de mundo muito diversificadas, e segundo, quando analisarmos seus aspectos mais difíceis, mais paradoxais e mais propensos a críticas, que tentemos penetrar na filosofia que direcionava aquela arte de encantos e fantasias, de jogos visuais e intelectuais e alusões veladas, que prestigiava a educação e o refinamento contra o que julgava rude e inculto, e expressava uma volúpia e uma alegria autêntica pelo simples fato de viver em uma situação confortável, o que, se era apanágio de poucos em seu tempo, como sabemos, hoje se tornou um patrimônio de todos através de seu legado artístico.

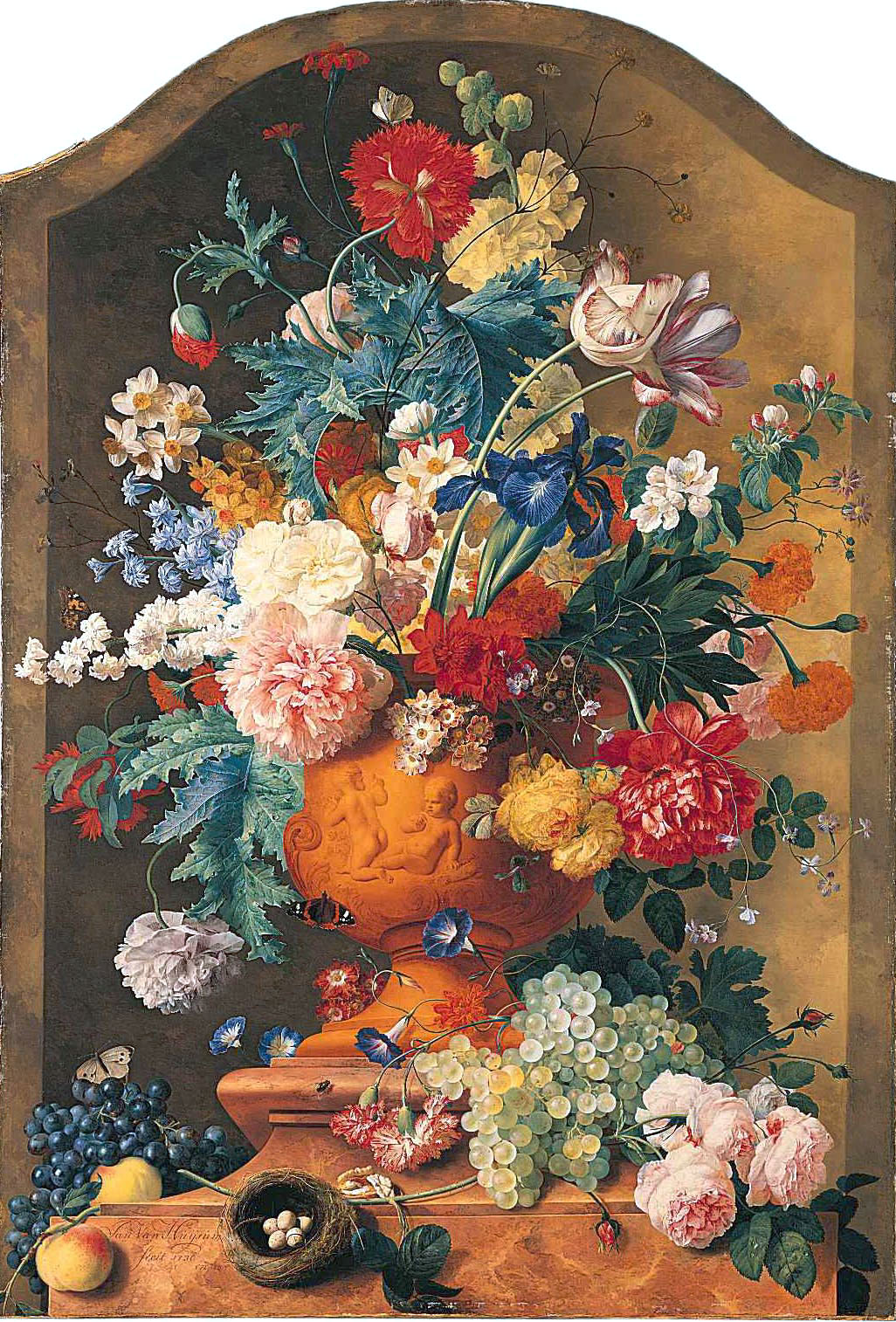
Jan van Huysum: Flores, c. 1736
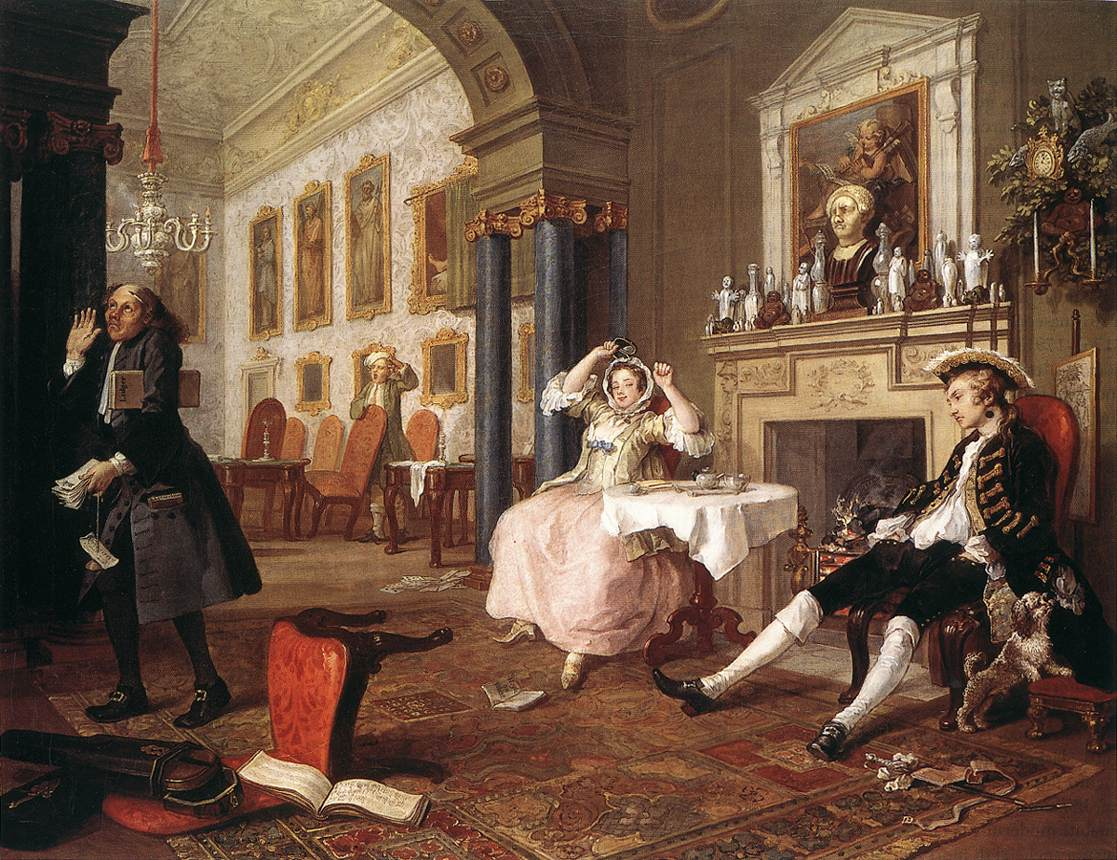
William Hogarth: Série Casamento à la moda - Depois do casamento, 1743
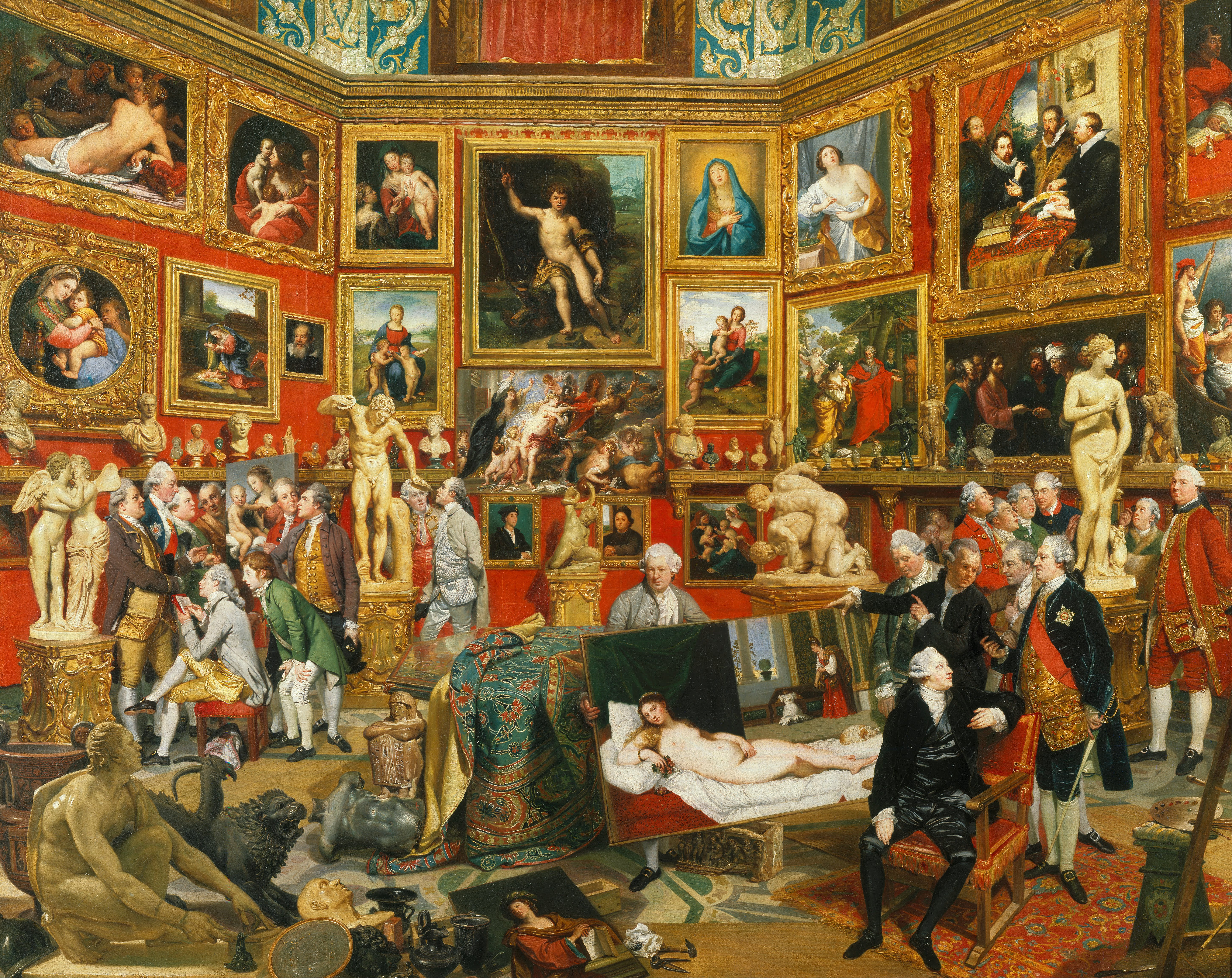
Johann Zoffany: Tribuna dos Uffizi, 1772-78
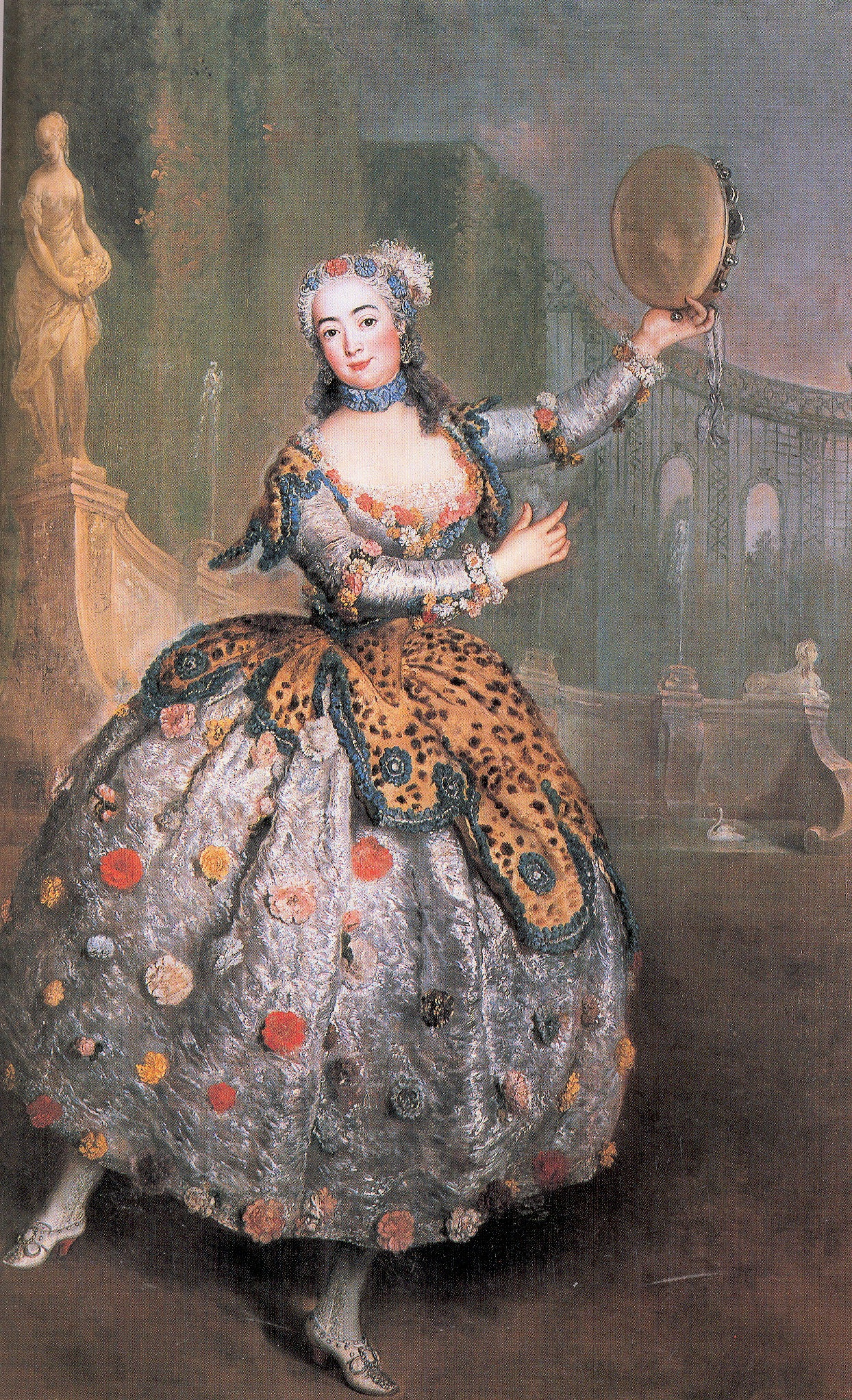
Antoine Pesne: A bailarina Barbara Campanini, c. 1745

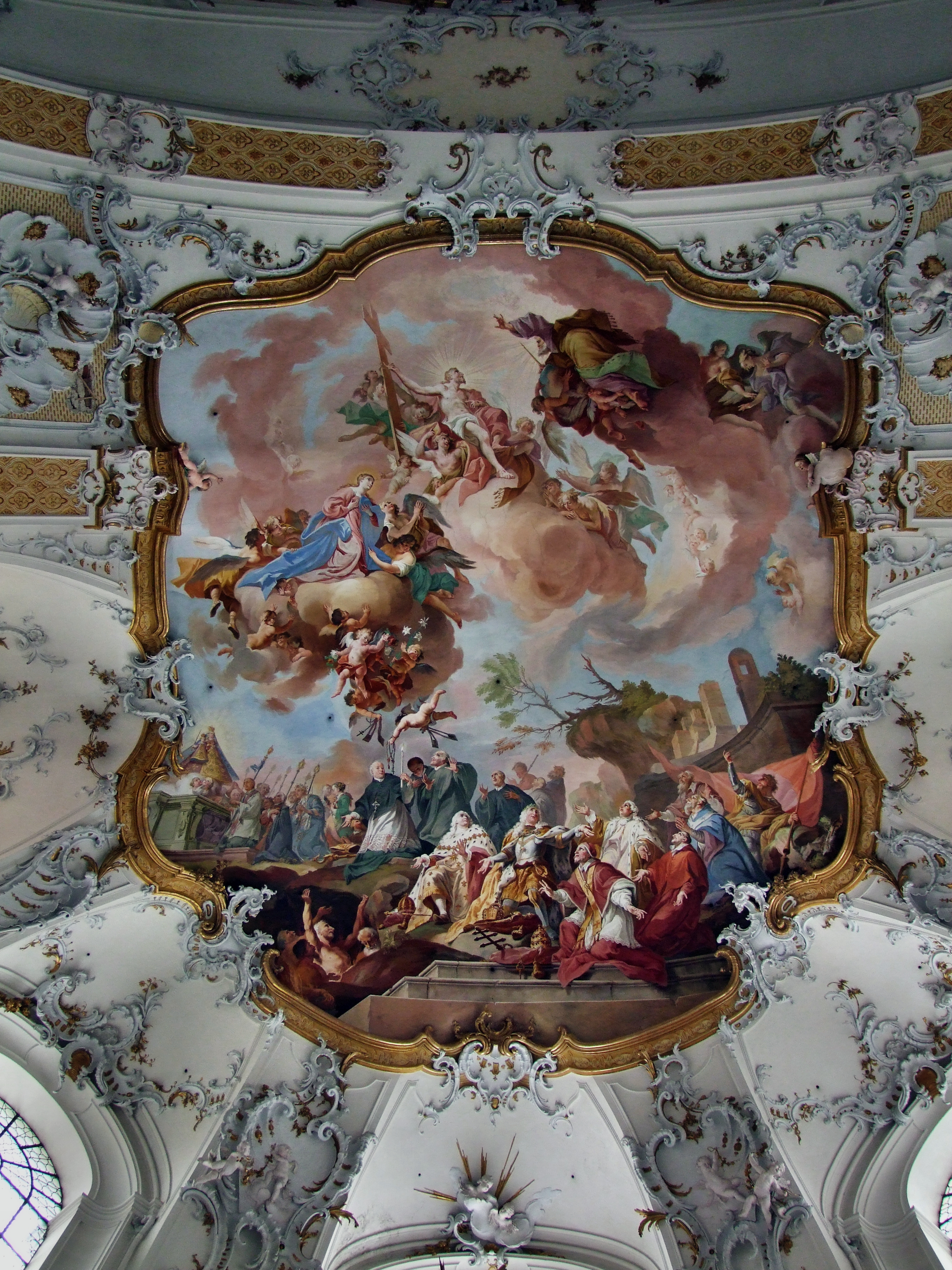
Franz Anton Zeiller: Afresco na Basílica de Ottobeuren
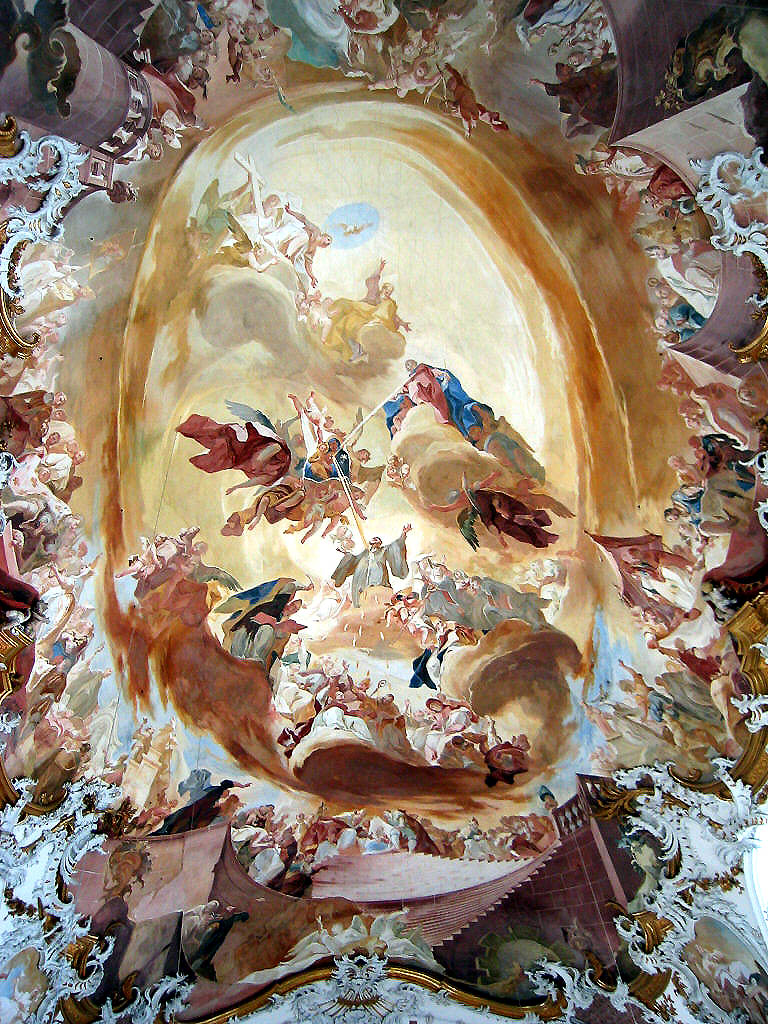
Franz Joseph Spiegler: Santa Maria, São Benedito de Núrcia e vários santos, 1751
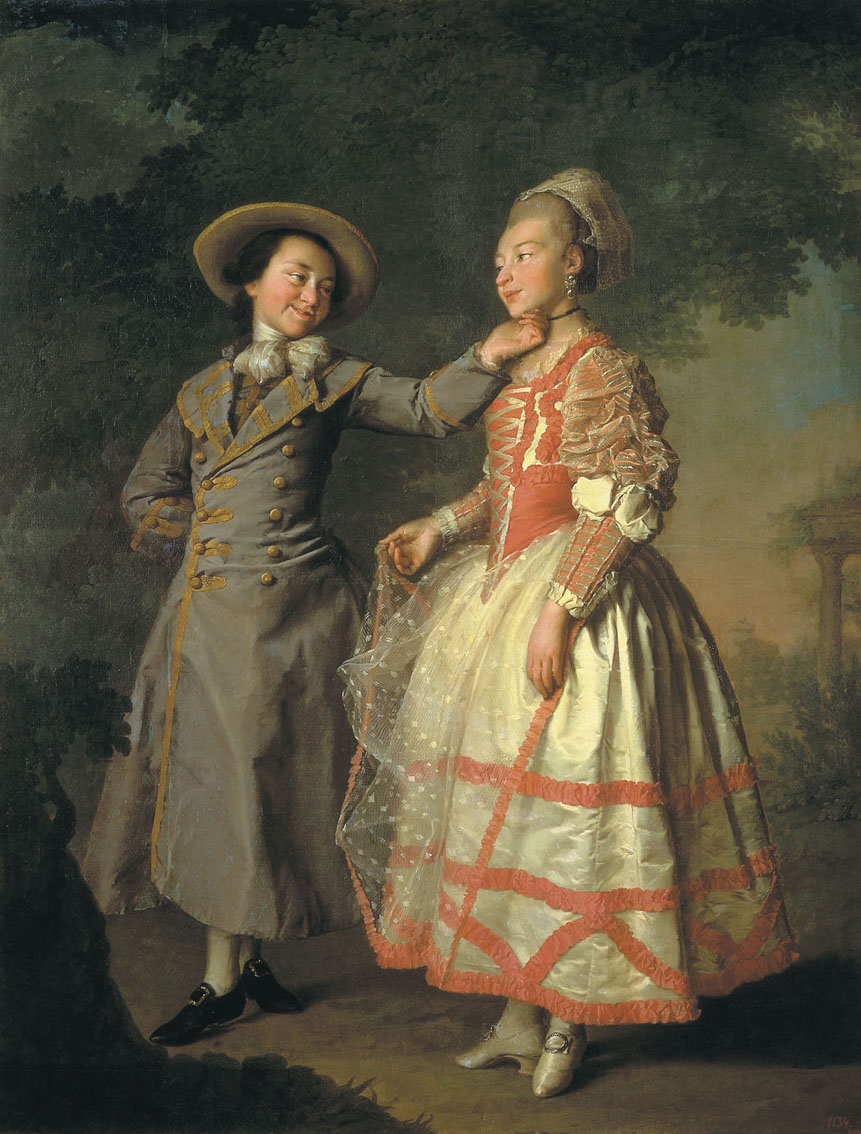
Dimitry Levitsky: Retrato de E. N. Khruschova e da princesa E. N. Khovanskaya. 1773.
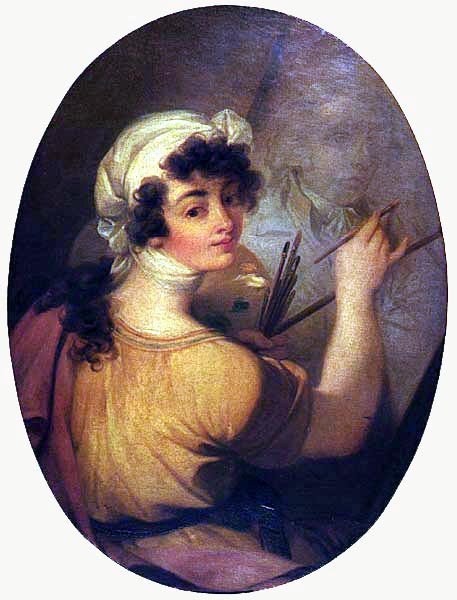
Vieira Portuense: Alegoria da Pintura, 1800